# Населённые пункты Тамбовской области
Тамбовская область включает следующие населённые пункты:
- 20 городских населённых пунктов на 2021 год (в списке выделены оранжевым цветом), в том числе:
  - 8 городов;
  - 12 посёлков городского типа (рабочих посёлков);
- 1555 сельских населённых пунктов, из них 98 без населения (по переписи населения 2021 года).

Населённые пункты в списке распределены по административно-территориальным единицам в рамках административно-территориального устройства области: 7 городам областного значения и 23 районам (в рамках организации местного самоуправления (муниципального устройства) им соответствуют 7 городских округов и 23 муниципальных района).
Численность населения сельских населённых пунктов приведена по данным переписи населения 2010 года, численность населения городских населённых пунктов (городов и пгт) — по оценке на 1 января 2021 года.

## Города областного значения (городские округа)
В Тамбовской области 7 городов областного значения (городских округов), одному из которых — г. Тамбову — подчинены 7 сельских населённых пунктов.
| №        | Населённый пункт    | Тип     | Население | Город областного значения |
| -------- | ------------------- | ------- | --------- | ------------------------- |
| 1        | Тамбов              | город   | 261 803   | Тамбов                    |
| 2        | Кирсанов            | город   | 16 164    | Кирсанов                  |
| 3        | Котовск             | город   | 26 694    | Котовск                   |
| 4        | Мичуринск           | город   | 87 914    | Мичуринск                 |
| 5        | Моршанск            | город   | 39 023    | Моршанск                  |
| 6        | Рассказово          | город   | 47 644    | Рассказово                |
| 7        | Уварово             | город   | 22 754    | Уварово                   |
| 7.000001 | Бокино              | село    | 6790      | Тамбов                    |
| 7.000002 | Лужки               | деревня | 264       | Тамбов                    |
| 7.000003 | Первомайский        | посёлок | 74        | Тамбов                    |
| 7.000004 | Перикса             | деревня | 760       | Тамбов                    |
| 7.000005 | Покрово-Пригородное | село    | 4806      | Тамбов                    |
| 7.000006 | Строитель           | посёлок | 19 647    | Тамбов                    |
| 7.000007 | Тригуляй            | посёлок | 437       | Тамбов                    |

## Районы

### Бондарский
| №  | Населённый пункт                   | Тип     | Население |
| -- | ---------------------------------- | ------- | --------- |
| 1  | 1-е отделение совхоза «Бондарский» | посёлок | 776       |
| 2  | Богдановка                         | деревня | 7         |
| 3  | Больше-Никольские Выселки          | посёлок | 9         |
| 4  | Большое Никольское                 | село    | 14        |
| 5  | Бондари                            | село    | 4052      |
| 6  | Бычки                              | село    | 39        |
| 7  | Вердеревщино                       | село    | 580       |
| 8  | Верхнее Нащёкино                   | село    | 366       |
| 9  | Волхонщино                         | село    | 69        |
| 10 | Горки                              | деревня | 46        |
| 11 | Городище                           | село    | 47        |
| 12 | Граждановка                        | село    | 485       |
| 13 | Грибоедово                         | село    | 45        |
| 14 | Гусевка                            | деревня | 20        |
| 15 | Ерзовка                            | деревня | 5         |
| 16 | Заречье                            | посёлок | 10        |
| 17 | Земетчино                          | село    | 35        |
| 18 | Зименка                            | село    | 36        |
| 19 | Знаменка                           | село    | 8         |
| 20 | Ивановка                           | деревня | 21        |
| 21 | Казывань                           | село    | 182       |
| 22 | Кёрша                              | село    | 513       |
| 23 | Комаровка                          | деревня | 97        |
| 24 | Коровино                           | село    | 285       |
| 25 | Красный Восток                     | посёлок | 1         |
| 26 | Кривополянье                       | село    | 285       |
| 27 | Куровщина                          | село    | 249       |
| 28 | Максимовка                         | село    | 354       |
| 29 | Малое Гагарино                     | село    | 173       |
| 30 | Митрополье                         | село    | 370       |
| 31 | Нижнее Нащёкино                    | село    | 151       |
| 32 | Низовка                            | деревня | 74        |
| 33 | Озёрный                            | посёлок | 364       |
| 34 | Павловка                           | деревня | 11        |
| 35 | Пахотноугловского лесничества      | посёлок | 0         |
| 36 | Пахотный Угол                      | село    | 1199      |
| 37 | Первомайский                       | посёлок | 243       |
| 38 | Плетни                             | деревня | 0         |
| 39 | Прибытки                           | село    | 269       |
| 40 | Свищёвка                           | деревня | 25        |
| 41 | Смольная Вершина                   | деревня | 18        |
| 42 | Смольный                           | посёлок | 175       |
| 43 | Советский                          | посёлок | 37        |
| 44 | Старое Челищево                    | деревня | 32        |
| 45 | Степной                            | посёлок | 11        |
| 46 | Строительный                       | посёлок | 482       |
| 47 | Трубниково                         | деревня | 15        |
| 48 | Усово                              | деревня | 60        |
| 49 | Фёдоровка                          | деревня | 44        |
| 50 | Хмелина                            | деревня | 7         |
| 51 | Чернавка                           | село    | 11        |
| 52 | Шача Молоканская                   | деревня | 317       |
| 53 | Шилово                             | село    | 109       |
| 54 | Шишкино                            | деревня | 0         |

### Гавриловский
| №  | Населённый пункт | Тип     | Население |
| -- | ---------------- | ------- | --------- |
| 1  | Алексеевка       | посёлок | 2         |
| 2  | Анненка          | село    | 17        |
| 3  | Бессоновка       | деревня | 259       |
| 4  | Булгаково        | село    | 644       |
| 5  | Булыгино         | село    | 147       |
| 6  | Вельможка        | село    | 68        |
| 7  | Верхняя Нечаевка | посёлок | 101       |
| 8  | Воля             | посёлок | 29        |
| 9  | Воронцово        | деревня | 0         |
| 10 | Гавриловка 1-я   | село    | 510       |
| 11 | Гавриловка 2-я   | село    | 2666      |
| 12 | Глуховка         | село    | 375       |
| 13 | Гусёвка          | село    | 241       |
| 14 | Дмитриевка       | село    | 365       |
| 15 | Змеёвка          | деревня | 106       |
| 16 | Ивановка         | село    | 239       |
| 17 | Измайлово        | деревня | 19        |
| 18 | Козьмодемьяновка | село    | 595       |
| 19 | Коломытовка 1-я  | деревня | 0         |
| 20 | Коломытовка 2-я  | деревня | 0         |
| 21 | Кондаурово       | село    | 288       |
| 22 | Королёвка        | деревня | 8         |
| 23 | Красная Нюдевка  | деревня | 92        |
| 24 | Куриловка        | деревня | 17        |
| 25 | Липяги           | деревня | 2         |
| 26 | Нижняя Нечаевка  | посёлок | 44        |
| 27 | Никольское       | деревня | 6         |
| 28 | Новозелёново     | посёлок | 11        |
| 29 | Ольшанка         | деревня | 267       |
| 30 | Осино-Гай        | село    | 619       |
| 31 | Павловка         | деревня | 12        |
| 32 | Пересыпкино 1-е  | село    | 1520      |
| 33 | Пересыпкино 2-е  | село    | 864       |
| 34 | Поляково         | село    | 92        |
| 35 | Рыбный           | посёлок | 77        |
| 36 | Савлино          | деревня | 1         |
| 37 | Садовый          | посёлок | 168       |
| 38 | Синявка 1-я      | деревня | 125       |
| 39 | Синявка 2-я      | деревня | 13        |
| 40 | Софьино          | село    | 140       |
| 41 | Спокойное        | деревня | 10        |
| 42 | Старая Рожковка  | деревня | 301       |
| 43 | Сурки            | деревня | 184       |
| 44 | Сурки            | посёлок | 13        |
| 45 | Чуповка          | село    | 452       |
| 46 | Чупятово         | посёлок | 2         |

### Жердевский
| №  | Населённый пункт  | Тип     | Население |
| -- | ----------------- | ------- | --------- |
| 1  | Александровка 2-я | деревня | 163       |
| 2  | Алексеевка        | село    | 689       |
| 3  | Антоновка         | посёлок | 36        |
| 4  | Бокино            | деревня | 80        |
| 5  | Булгаково         | деревня | 61        |
| 6  | Бурнак            | село    | 2216      |
| 7  | Воскресеновка     | деревня | 11        |
| 8  | Вязовое           | село    | 311       |
| 9  | Григорьевка       | село    | 111       |
| 10 | Демьян Бедный     | посёлок | 687       |
| 11 | Доброе Начало     | посёлок | 5         |
| 12 | Дорогая           | деревня | 56        |
| 13 | Жердевка          | город   | 13 883    |
| 14 | Ивановка          | село    | 222       |
| 15 | Искра             | село    | 257       |
| 16 | Калиновка         | посёлок | 46        |
| 17 | Карпов            | посёлок | 32        |
| 18 | Колобовка         | деревня | 29        |
| 19 | Красная Горка     | деревня | 91        |
| 20 | Красный Курган    | посёлок | 6         |
| 21 | Кривенково        | посёлок | 55        |
| 22 | Крутая            | деревня | 6         |
| 23 | Кузнецовка        | деревня | 113       |
| 24 | Липовка           | село    | 387       |
| 25 | Лихаревка 1-я     | деревня | 88        |
| 26 | Максим Горький    | село    | 587       |
| 27 | Максимовка        | деревня | 309       |
| 28 | Марьино           | деревня | 38        |
| 29 | Михайловка        | село    | 54        |
| 30 | Михайловка        | посёлок | 186       |
| 31 | Мой Приют         | деревня | 48        |
| 32 | Натальевка        | деревня | 40        |
| 33 | Никольевка        | деревня | 2         |
| 34 | Новолуговое       | деревня | 182       |
| 35 | Новопавловка      | деревня | 5         |
| 36 | Новорусаново      | село    | 501       |
| 37 | Новый Свет 1-й    | посёлок | 288       |
| 38 | Осиновка          | деревня | 7         |
| 39 | Павлодар          | село    | 385       |
| 40 | Петровка          | деревня | 272       |
| 41 | Петровское        | село    | 195       |
| 42 | Питим             | село    | 397       |
| 43 | Пичаево           | село    | 855       |
| 44 | Преображеновка    | село    | 76        |
| 45 | Природа           | посёлок | 36        |
| 46 | Прудок            | посёлок | 5         |
| 47 | Ракитино          | деревня | 7         |
| 48 | Родионовка        | деревня | 35        |
| 49 | Рыбкино           | деревня | 6         |
| 50 | Рымарево          | посёлок | 209       |
| 51 | Садовый           | посёлок | 329       |
| 52 | Семёновка 2-я     | деревня | 5         |
| 53 | Сергиевка 2-я     | деревня | 5         |
| 54 | Скорятино         | деревня | 122       |
| 55 | Старое Туголуково | деревня | 5         |
| 56 | Степной           | посёлок | 196       |
| 57 | Сукмановка        | село    | 939       |
| 58 | Сушково           | деревня | 39        |
| 59 | Тафинцева         | деревня | 164       |
| 60 | Тёрша             | деревня | 17        |
| 61 | Туголуково        | село    | 1088      |
| 62 | Фёдоровка 2-я     | деревня | 147       |
| 63 | Цветовка          | деревня | 410       |
| 64 | Чикаревка         | село    | 519       |
| 65 | Чихачёвка         | деревня | 93        |
| 66 | Шпикулово         | село    | 561       |

### Знаменский
| №  | Населённый пункт     | Тип             | Население |
| -- | -------------------- | --------------- | --------- |
| 1  | Александровка        | село            | 624       |
| 2  | Алексеевка           | деревня         | 369       |
| 3  | Алёхино              | село            | 44        |
| 4  | Большие Пады         | деревня         | 108       |
| 5  | Борозда              | деревня         | 161       |
| 6  | Букари               | деревня         | 22        |
| 7  | Булгаково-Дергачёвка | деревня         | 63        |
| 8  | Воронцовка           | село            | 982       |
| 9  | Даниловка            | деревня         | 229       |
| 10 | Дуплято-Маслово      | село            | 907       |
| 11 | Егоровка             | деревня         | 75        |
| 12 | Знаменка             | рабочий посёлок | 5525      |
| 13 | Измайловка           | село            | 553       |
| 14 | Ильинка              | деревня         | 73        |
| 15 | Кариан               | село            | 374       |
| 16 | Кикинка              | деревня         | 40        |
| 17 | Княжево              | село            | 450       |
| 18 | Коровино             | посёлок         | 6         |
| 19 | Кузьминский          | посёлок         | 448       |
| 20 | Матвеевка            | деревня         | 129       |
| 21 | Михайловка           | деревня         | 212       |
| 22 | Николаевка           | деревня         | 45        |
| 23 | Никольское           | село            | 872       |
| 24 | Новознаменка         | село            | 367       |
| 25 | Ольшанка             | село            | 62        |
| 26 | Первомайское         | посёлок         | 2485      |
| 27 | Покрово-Марфино      | село            | 751       |
| 28 | Прогресс             | деревня         | 27        |
| 29 | Прудки               | деревня         | 98        |
| 30 | Сергиевка            | деревня         | 53        |
| 31 | Старчики             | деревня         | 135       |
| 32 | Сухотинка            | село            | 875       |
| 33 | Сява                 | деревня         | 7         |
| 34 | Тарбеевка            | деревня         | 32        |
| 35 | Третьяковка          | деревня         | 27        |
| 36 | Тюменевка            | деревня         | 70        |
| 37 | Царёвка              | село            | 101       |
| 38 | Шаховка              | село            | 70        |

### Инжавинский
| №  | Населённый пункт | Тип             | Население |
| -- | ---------------- | --------------- | --------- |
| 1  | Алексеевка       | деревня         | 27        |
| 2  | Апполоновка      | деревня         | 20        |
| 3  | Базарный         | посёлок         | 6         |
| 4  | Балакирево       | деревня         | 4         |
| 5  | Балыклей         | село            | 683       |
| 6  | Беклемищево      | деревня         | 12        |
| 7  | Беляевка         | деревня         | 11        |
| 8  | Боброво          | деревня         | 32        |
| 9  | Богачёвка        | деревня         | 84        |
| 10 | Большие Липяги   | деревня         | 5         |
| 11 | Брадзиловка      | деревня         | 4         |
| 12 | Васильевка       | деревня         | 20        |
| 13 | Волково          | деревня         | 0         |
| 14 | Грушевка         | деревня         | 311       |
| 15 | Гурьевка         | деревня         | 70        |
| 16 | Екатеринополье   | село            | 225       |
| 17 | Заречная         | деревня         | 24        |
| 18 | Землянский       | посёлок         | 708       |
| 19 | Знобиловка       | деревня         | 82        |
| 20 | Ивановка         | деревня         | 174       |
| 21 | Инжавино         | рабочий посёлок | 7738      |
| 22 | Калугино         | село            | 426       |
| 23 | Караваино        | село            | 376       |
| 24 | Карай-Пущино     | посёлок         | 358       |
| 25 | Карай-Салтыково  | село            | 1032      |
| 26 | Карандеевка      | село            | 77        |
| 27 | Караул           | село            | 691       |
| 28 | Катино           | деревня         | 1         |
| 29 | Каширка          | деревня         | 4         |
| 30 | Кипец            | посёлок         | 35        |
| 31 | Кирьяковка       | деревня         | 36        |
| 32 | Кисловка         | деревня         | 7         |
| 33 | Кишкино          | деревня         | 140       |
| 34 | Комаровка        | деревня         | 11        |
| 35 | Коноплянка       | деревня         | 333       |
| 36 | Красивка         | село            | 1273      |
| 37 | Криволучье       | село            | 76        |
| 38 | Кулевча          | село            | 431       |
| 39 | Курдюки          | деревня         | 118       |
| 40 | Лебедевка        | деревня         | 118       |
| 41 | Леоновка         | деревня         | 24        |
| 42 | Леонтьевка       | село            | 147       |
| 43 | Ломовка          | село            | 258       |
| 44 | Лопатино         | село            | 80        |
| 45 | Лужки            | деревня         | 3         |
| 46 | Марьевка         | деревня         | 13        |
| 47 | Мельничная       | деревня         | 20        |
| 48 | Михайловка       | село            | 11        |
| 49 | Михинский        | посёлок         | 28        |
| 50 | Моршань          | село            | 21        |
| 51 | Назаровка        | деревня         | 31        |
| 52 | Нащёкино         | деревня         | 6         |
| 53 | Никитино         | село            | 439       |
| 54 | Николино         | село            | 382       |
| 55 | Новая жизнь      | посёлок         | 48        |
| 56 | Новокалугино     | деревня         | 52        |
| 57 | Новолеонтьевка   | посёлок         | 22        |
| 58 | Новопоселенная   | деревня         | 61        |
| 59 | Оголиновка       | деревня         | 56        |
| 60 | Ольховка         | село            | 227       |
| 61 | Павловка         | село            | 315       |
| 62 | Павловка 1-я     | деревня         | 6         |
| 63 | Павловка 2-я     | деревня         | 6         |
| 64 | Паревка          | село            | 514       |
| 65 | Первомайский     | посёлок         | 90        |
| 66 | Плодопитомник    | посёлок         | 272       |
| 67 | Подгорный        | посёлок         | 24        |
| 68 | Подъячево        | деревня         | 8         |
| 69 | Покровка         | деревня         | 17        |
| 70 | Потловка         | деревня         | 5         |
| 71 | Романовка        | посёлок         | 203       |
| 72 | Рубцовка         | деревня         | 10        |
| 73 | Сатино           | село            | 177       |
| 74 | Семёновка        | село            | 225       |
| 75 | Соболевка        | деревня         | 80        |
| 76 | Соловьянка       | деревня         | 50        |
| 77 | Стахановка       | деревня         | 3         |
| 78 | Талики           | деревня         | 17        |
| 79 | Тишениновка      | посёлок         | 56        |
| 80 | Торбеевка        | деревня         | 0         |
| 81 | Траковка         | деревня         | 2         |
| 82 | Трескино         | село            | 45        |
| 83 | Трубниково       | деревня         | 19        |
| 84 | Успеновка        | деревня         | 45        |
| 85 | Филатовский      | посёлок         | 293       |
| 86 | Хмелёвка         | деревня         | 4         |
| 87 | Хорошавка        | село            | 440       |
| 88 | Чернавка         | село            | 301       |
| 89 | Шабловка         | деревня         | 33        |
| 90 | Юбилейный        | посёлок         | 169       |
| 91 | Якутино          | деревня         | 64        |

### Кирсановский
| №  | Населённый пункт   | Тип     | Население |
| -- | ------------------ | ------- | --------- |
| 1  | Беклемищево        | деревня | 50        |
| 2  | Берёзовка          | деревня | 37        |
| 3  | Большая Уваровщина | село    | 479       |
| 4  | Буровщина          | село    | 10        |
| 5  | Веселовка          | посёлок | 8         |
| 6  | Ветровка           | посёлок | 142       |
| 7  | Восход             | посёлок | 105       |
| 8  | Вяжля              | село    | 42        |
| 9  | Вячка              | село    | 619       |
| 10 | Голынщина          | село    | 1620      |
| 11 | Двойнёвка          | деревня | 186       |
| 12 | Дербень            | село    | 95        |
| 13 | Екатериновка       | деревня | 58        |
| 14 | Жулидовка          | посёлок | 489       |
| 15 | Заречный           | посёлок | 18        |
| 16 | Иноковка 1-я       | село    | 671       |
| 17 | Иноковка 2-я       | село    | 409       |
| 18 | Ира                | село    | 175       |
| 19 | Искра              | посёлок | 3         |
| 20 | Калаис             | село    | 945       |
| 21 | Каргаловка         | посёлок | 27        |
| 22 | Кезьминка          | посёлок | 8         |
| 23 | Клетинщина         | посёлок | 8         |
| 24 | Кобяки             | село    | 359       |
| 25 | Ковылка            | село    | 378       |
| 26 | Компрессорная      | посёлок | 369       |
| 27 | Кончаки            | посёлок | 54        |
| 28 | Коровинка          | посёлок | 13        |
| 29 | Краснослободский   | посёлок | 409       |
| 30 | Красный            | посёлок | 35        |
| 31 | Красный Куст       | посёлок | 7         |
| 32 | Красный Мыс        | посёлок | 16        |
| 33 | Красный Октябрь    | посёлок | 2         |
| 34 | Красный Пахарь     | посёлок | 1         |
| 35 | Кузнецовка         | деревня | 0         |
| 36 | Ленинское          | село    | 977       |
| 37 | Лесной             | посёлок | 129       |
| 38 | Малая Уваровщина   | село    | 308       |
| 39 | Марьинка           | село    | 210       |
| 40 | Мельничный         | посёлок | 8         |
| 41 | Мерлиновка         | деревня | 37        |
| 42 | Мирный             | посёлок | 171       |
| 43 | Михайловка         | деревня | 0         |
| 44 | Можаровка          | деревня | 33        |
| 45 | Молоканщина        | село    | 795       |
| 46 | Монаково           | деревня | 5         |
| 47 | Моршань            | посёлок | 428       |
| 48 | Несвитчено         | село    | 51        |
| 49 | Николаевка         | деревня | 2         |
| 50 | Новая Ульяновка    | деревня | 0         |
| 51 | Овсяновка          | село    | 126       |
| 52 | Овсяновская Дорога | посёлок | 1471      |
| 53 | Ольшанка           | село    | 78        |
| 54 | Подвигаловка       | село    | 156       |
| 55 | Полевой            | посёлок | 1359      |
| 56 | Прямица            | посёлок | 1641      |
| 57 | Рамза              | село    | 322       |
| 58 | Рачиновка          | деревня | 5         |
| 59 | Репьёвка           | посёлок | 35        |
| 60 | Садовый            | посёлок | 1011      |
| 61 | Свищёвка           | село    | 49        |
| 62 | Северный           | посёлок | 165       |
| 63 | Серпы              | посёлок | 0         |
| 64 | Советский          | посёлок | 35        |
| 65 | Советский          | посёлок | 12        |
| 66 | Соколово           | село    | 599       |
| 67 | Сосновка           | посёлок | 13        |
| 68 | Старица            | посёлок | 7         |
| 69 | Сурки              | посёлок | 126       |
| 70 | Терны              | посёлок | 70        |
| 71 | Тихвинка           | деревня | 34        |
| 72 | Тоновка            | посёлок | 891       |
| 73 | Трофимовка         | деревня | 31        |
| 74 | Трубниково         | деревня | 18        |
| 75 | Ульяновка          | село    | 135       |
| 76 | Фёдоровка          | деревня | 22        |
| 77 | Хмелинка           | село    | 104       |
| 78 | Чутановка          | село    | 653       |
| 79 | Шиновка            | село    | 1586      |

### Мичуринский
| №  | Населённый пункт        | Тип     | Население |
| -- | ----------------------- | ------- | --------- |
| 1  | 2-я Пятилетка           | посёлок | 172       |
| 2  | Александровка           | деревня | 150       |
| 3  | Андреевка               | деревня | 71        |
| 4  | Большая Сосновка        | село    | 233       |
| 5  | Большое Лаврово         | село    | 88        |
| 6  | Борщевое                | село    | 761       |
| 7  | Гавриловка              | село    | 55        |
| 8  | Гагаринские Дворики     | деревня | 27        |
| 9  | Гаритово                | село    | 319       |
| 10 | Глазок                  | село    | 1341      |
| 11 | Гололобовка             | село    | 551       |
| 12 | Гостеевка               | деревня | 208       |
| 13 | Длинный Бузулук         | деревня | 45        |
| 14 | Дубки                   | посёлок | 1         |
| 15 | Епанчино                | село    | 128       |
| 16 | Еремеево                | село    | 160       |
| 17 | Желановка               | деревня | 86        |
| 18 | Жидиловка               | село    | 493       |
| 19 | Заворонежское           | село    | 6235      |
| 20 | Замостье                | посёлок | 90        |
| 21 | Зелёный Гай             | посёлок | 1084      |
| 22 | Измайловка              | деревня | 5         |
| 23 | Изосимово               | село    | 947       |
| 24 | Иловайское лесничество  | посёлок | 66        |
| 25 | имени Калинина          | посёлок | 917       |
| 26 | Казинские Выселки       | деревня | 35        |
| 27 | Казинский лесозавод     | посёлок | 11        |
| 28 | Коминтерн               | посёлок | 494       |
| 29 | Кочетовка               | село    | 1137      |
| 30 | Красивое                | село    | 611       |
| 31 | Красная Слобода         | деревня | 0         |
| 32 | Красниково              | деревня | 324       |
| 33 | Красный Октябрь         | посёлок | 109       |
| 34 | Круглое                 | село    | 882       |
| 35 | Крюковка                | село    | 520       |
| 36 | Лавровские Подворки     | деревня | 7         |
| 37 | Лежайка                 | село    | 116       |
| 38 | Лесной Воронеж          | посёлок | 257       |
| 39 | Лесохимучасток          | посёлок | 180       |
| 40 | Липовка                 | село    | 187       |
| 41 | Малое Лаврово           | село    | 190       |
| 42 | Мановицы                | село    | 215       |
| 43 | Марьино                 | деревня | 27        |
| 44 | Мичурина                | посёлок | 565       |
| 45 | Мичуринский лесоучасток | посёлок | 156       |
| 46 | Мосоловка               | деревня | 2         |
| 47 | Никольское              | село    | 126       |
| 48 | Новая Андреевка         | деревня | 4         |
| 49 | Новое Тарбеево          | село    | 385       |
| 50 | Новое Хмелевое          | село    | 348       |
| 51 | Новоникольское          | село    | 3163      |
| 52 | Новосёлки               | деревня | 12        |
| 53 | Озёрки                  | деревня | 17        |
| 54 | Остролучье              | село    | 130       |
| 55 | Отделение Коммунар      | посёлок | 187       |
| 56 | Отделение Садострой     | посёлок | 520       |
| 57 | Панское                 | село    | 1027      |
| 58 | Польное Лапино          | село    | 51        |
| 59 | Радостная               | деревня | 143       |
| 60 | Райцентр                | посёлок | 137       |
| 61 | Ранино                  | село    | 600       |
| 62 | Ранинское лесничество   | посёлок | 32        |
| 63 | Ржевка                  | деревня | 0         |
| 64 | Савинка                 | деревня | 42        |
| 65 | Сельхозтехника          | посёлок | 165       |
| 66 | Сестрёнка               | село    | 112       |
| 67 | совхоза «Глазковский»   | посёлок | 355       |
| 68 | Стаево                  | село    | 1205      |
| 69 | Старая Андреевка        | деревня | 3         |
| 70 | Старая Казинка          | село    | 362       |
| 71 | Старое Тарбеево         | село    | 571       |
| 72 | Старое Хмелевое         | село    | 914       |
| 73 | Терновое                | село    | 450       |
| 74 | Терновские Дворики      | посёлок | 54        |
| 75 | Терское                 | село    | 709       |
| 76 | Турмасово               | село    | 867       |
| 77 | Тяпкино                 | деревня | 14        |
| 78 | Устье                   | село    | 647       |
| 79 | Филатово                | деревня | 7         |
| 80 | Фроловка                | деревня | 74        |
| 81 | Хоботово                | деревня | 315       |
| 82 | Ярок                    | село    | 435       |

### Мордовский
| №  | Населённый пункт                           | Тип             | Население                                                                                  |
| -- | ------------------------------------------ | --------------- | ------------------------------------------------------------------------------------------ |
| 1  | Александровка                              | деревня         | 3                                                                                          |
| 2  | Александровка                              | село            | 332                                                                                        |
| 3  | Анетово                                    | деревня         | 0                                                                                          |
| 4  | Анненка                                    | деревня         | 26                                                                                         |
| 5  | Артёмовка                                  | село            | 47                                                                                         |
| 6  | Ахматово                                   | село            | 126                                                                                        |
| 7  | Берёзовка                                  | село            | 44                                                                                         |
| 8  | Большая Даниловка                          | село            | 182                                                                                        |
| 9  | Большая Романовка                          | деревня         | 21                                                                                         |
| 10 | Борисовка                                  | село            | 181                                                                                        |
| 11 | Варварино                                  | деревня         | 51                                                                                         |
| 12 | Васильевка                                 | деревня         | 18                                                                                         |
| 13 | Грачёвка                                   | село            | 83                                                                                         |
| 14 | Дёмино                                     | деревня         | 19                                                                                         |
| 15 | Димитров                                   | посёлок         | 22                                                                                         |
| 16 | Дмитриевка                                 | деревня         | 29                                                                                         |
| 17 | Ерёминка                                   | село            | 65                                                                                         |
| 18 | Жарковка                                   | деревня         | 4                                                                                          |
| 19 | Ивановка                                   | село            | 347                                                                                        |
| 20 | Изосимовка 2-я                             | деревня         | 99                                                                                         |
| 21 | Карпели                                    | село            | 393                                                                                        |
| 22 | Карякино                                   | деревня         | 14                                                                                         |
| 23 | Козьминка                                  | село            | 130                                                                                        |
| 24 | Криуша                                     | деревня         | 38                                                                                         |
| 25 | Кужное                                     | село            | 670                                                                                        |
| 26 | Лавровка                                   | деревня         | 289                                                                                        |
| 27 | Лаврово                                    | село            | 721                                                                                        |
| 28 | Лежайка                                    | деревня         | 29                                                                                         |
| 29 | Липовка                                    | деревня         | 11                                                                                         |
| 30 | Лихачёвка                                  | деревня         | Получено слишком много сущностей из Викиданные. Количество загруженных сущностей: 500/500. |
| 31 | Любовка 1-я                                | деревня         | Получено слишком много сущностей из Викиданные. Количество загруженных сущностей: 500/500. |
| 32 | Малая Даниловка                            | село            | Получено слишком много сущностей из Викиданные. Количество загруженных сущностей: 500/500. |
| 33 | Малая Добринка                             | село            | Получено слишком много сущностей из Викиданные. Количество загруженных сущностей: 500/500. |
| 34 | Малая Романовка                            | деревня         | Получено слишком много сущностей из Викиданные. Количество загруженных сущностей: 500/500. |
| 35 | Малая Хопёрка                              | деревня         | Получено слишком много сущностей из Викиданные. Количество загруженных сущностей: 500/500. |
| 36 | Мельгуны                                   | село            | Получено слишком много сущностей из Викиданные. Количество загруженных сущностей: 500/500. |
| 37 | Михайловка                                 | село            | Получено слишком много сущностей из Викиданные. Количество загруженных сущностей: 500/500. |
| 38 | Михайловка                                 | деревня         | Получено слишком много сущностей из Викиданные. Количество загруженных сущностей: 500/500. |
| 39 | Михайловка                                 | село            | Получено слишком много сущностей из Викиданные. Количество загруженных сущностей: 500/500. |
| 40 | Мордово                                    | рабочий посёлок | Получено слишком много сущностей из Викиданные. Количество загруженных сущностей: 500/500. |
| 41 | МТФ                                        | посёлок         | Получено слишком много сущностей из Викиданные. Количество загруженных сущностей: 500/500. |
| 42 | Николаевка                                 | деревня         | Получено слишком много сущностей из Викиданные. Количество загруженных сущностей: 500/500. |
| 43 | Николо-Сергиевка                           | село            | Получено слишком много сущностей из Викиданные. Количество загруженных сущностей: 500/500. |
| 44 | Никольская                                 | деревня         | Получено слишком много сущностей из Викиданные. Количество загруженных сущностей: 500/500. |
| 45 | Никольское                                 | деревня         | Получено слишком много сущностей из Викиданные. Количество загруженных сущностей: 500/500. |
| 46 | Новопокровка                               | рабочий посёлок | Получено слишком много сущностей из Викиданные. Количество загруженных сущностей: 500/500. |
| 47 | Огарёвка                                   | деревня         | Получено слишком много сущностей из Викиданные. Количество загруженных сущностей: 500/500. |
| 48 | Отделение Политотдельское                  | посёлок         | Получено слишком много сущностей из Викиданные. Количество загруженных сущностей: 500/500. |
| 49 | Отрада                                     | деревня         | Получено слишком много сущностей из Викиданные. Количество загруженных сущностей: 500/500. |
| 50 | Отшивка                                    | посёлок         | Получено слишком много сущностей из Викиданные. Количество загруженных сущностей: 500/500. |
| 51 | Павловка                                   | село            | Получено слишком много сущностей из Викиданные. Количество загруженных сущностей: 500/500. |
| 52 | Петровка                                   | деревня         | Получено слишком много сущностей из Викиданные. Количество загруженных сущностей: 500/500. |
| 53 | Пехота                                     | деревня         | Получено слишком много сущностей из Викиданные. Количество загруженных сущностей: 500/500. |
| 54 | Писаревка                                  | деревня         | Получено слишком много сущностей из Викиданные. Количество загруженных сущностей: 500/500. |
| 55 | Плоское                                    | деревня         | Получено слишком много сущностей из Викиданные. Количество загруженных сущностей: 500/500. |
| 56 | Приют                                      | посёлок         | Получено слишком много сущностей из Викиданные. Количество загруженных сущностей: 500/500. |
| 57 | Растовка                                   | деревня         | Получено слишком много сущностей из Викиданные. Количество загруженных сущностей: 500/500. |
| 58 | Рогозна                                    | деревня         | Получено слишком много сущностей из Викиданные. Количество загруженных сущностей: 500/500. |
| 59 | Рязанка                                    | деревня         | Получено слишком много сущностей из Викиданные. Количество загруженных сущностей: 500/500. |
| 60 | Садовый                                    | посёлок         | Получено слишком много сущностей из Викиданные. Количество загруженных сущностей: 500/500. |
| 61 | Сборный                                    | посёлок         | Получено слишком много сущностей из Викиданные. Количество загруженных сущностей: 500/500. |
| 62 | Сомовка                                    | село            | Получено слишком много сущностей из Викиданные. Количество загруженных сущностей: 500/500. |
| 63 | Сосновка                                   | село            | Получено слишком много сущностей из Викиданные. Количество загруженных сущностей: 500/500. |
| 64 | Степной                                    | посёлок         | Получено слишком много сущностей из Викиданные. Количество загруженных сущностей: 500/500. |
| 65 | Стрелка                                    | деревня         | Получено слишком много сущностей из Викиданные. Количество загруженных сущностей: 500/500. |
| 66 | Стрельцы                                   | село            | Получено слишком много сущностей из Викиданные. Количество загруженных сущностей: 500/500. |
| 67 | Томилино                                   | деревня         | Получено слишком много сущностей из Викиданные. Количество загруженных сущностей: 500/500. |
| 68 | Хомутец                                    | деревня         | Получено слишком много сущностей из Викиданные. Количество загруженных сущностей: 500/500. |
| 69 | Хопёрка                                    | деревня         | Получено слишком много сущностей из Викиданные. Количество загруженных сущностей: 500/500. |
| 70 | Центральное отделение совхоза имени Ленина | деревня         | Получено слишком много сущностей из Викиданные. Количество загруженных сущностей: 500/500. |
| 71 | Чемлык                                     | деревня         | Получено слишком много сущностей из Викиданные. Количество загруженных сущностей: 500/500. |
| 72 | Черняевка                                  | село            | Получено слишком много сущностей из Викиданные. Количество загруженных сущностей: 500/500. |
| 73 | Чичерино                                   | деревня         | Получено слишком много сущностей из Викиданные. Количество загруженных сущностей: 500/500. |
| 74 | Шатское                                    | деревня         | Получено слишком много сущностей из Викиданные. Количество загруженных сущностей: 500/500. |
| 75 | Шацкие Выселки                             | посёлок         | Получено слишком много сущностей из Викиданные. Количество загруженных сущностей: 500/500. |
| 76 | Шмаровка                                   | село            | Получено слишком много сущностей из Викиданные. Количество загруженных сущностей: 500/500. |
| 77 | Шульгино                                   | село            | Получено слишком много сущностей из Викиданные. Количество загруженных сущностей: 500/500. |
| 78 | Яковлевка                                  | деревня         | Получено слишком много сущностей из Викиданные. Количество загруженных сущностей: 500/500. |

### Моршанский
| №   | Населённый пункт                  | Тип          | Население                                                                                  |
| --- | --------------------------------- | ------------ | ------------------------------------------------------------------------------------------ |
| 1   | 13-й Октябрь (санаторий «Радуга») | посёлок      | Получено слишком много сущностей из Викиданные. Количество загруженных сущностей: 500/500. |
| 2   | Алгасово                          | село         | Получено слишком много сущностей из Викиданные. Количество загруженных сущностей: 500/500. |
| 3   | Александровка                     | деревня      | Получено слишком много сущностей из Викиданные. Количество загруженных сущностей: 500/500. |
| 4   | Александровка                     | село         | Получено слишком много сущностей из Викиданные. Количество загруженных сущностей: 500/500. |
| 5   | Александровка 2-я                 | деревня      | Получено слишком много сущностей из Викиданные. Количество загруженных сущностей: 500/500. |
| 6   | Алексеевка                        | деревня      | Получено слишком много сущностей из Викиданные. Количество загруженных сущностей: 500/500. |
| 7   | Алкужи                            | село         | Получено слишком много сущностей из Викиданные. Количество загруженных сущностей: 500/500. |
| 8   | Алкужские Борки                   | село         | Получено слишком много сущностей из Викиданные. Количество загруженных сущностей: 500/500. |
| 9   | Альдия                            | село         | Получено слишком много сущностей из Викиданные. Количество загруженных сущностей: 500/500. |
| 10  | Апушка                            | деревня      | Получено слишком много сущностей из Викиданные. Количество загруженных сущностей: 500/500. |
| 11  | Архангельская                     | деревня      | Получено слишком много сущностей из Викиданные. Количество загруженных сущностей: 500/500. |
| 12  | Базевского совхоза                | посёлок      | Получено слишком много сущностей из Викиданные. Количество загруженных сущностей: 500/500. |
| 13  | Безобразовка                      | деревня      | Получено слишком много сущностей из Викиданные. Количество загруженных сущностей: 500/500. |
| 14  | Белянка                           | деревня      | Получено слишком много сущностей из Викиданные. Количество загруженных сущностей: 500/500. |
| 15  | Благодатка                        | село         | Получено слишком много сущностей из Викиданные. Количество загруженных сущностей: 500/500. |
| 16  | Большая Кашма                     | посёлок      | Получено слишком много сущностей из Викиданные. Количество загруженных сущностей: 500/500. |
| 17  | Большие Кулики                    | село         | Получено слишком много сущностей из Викиданные. Количество загруженных сущностей: 500/500. |
| 18  | Бутырки                           | деревня      | Получено слишком много сущностей из Викиданные. Количество загруженных сущностей: 500/500. |
| 19  | Быковка                           | деревня      | Получено слишком много сущностей из Викиданные. Количество загруженных сущностей: 500/500. |
| 20  | Ваново                            | село         | Получено слишком много сущностей из Викиданные. Количество загруженных сущностей: 500/500. |
| 21  | Весёлое                           | село         | Получено слишком много сущностей из Викиданные. Количество загруженных сущностей: 500/500. |
| 22  | Вислый Бор                        | посёлок      | Получено слишком много сущностей из Викиданные. Количество загруженных сущностей: 500/500. |
| 23  | Владимиро-Цнинский                | посёлок      | Получено слишком много сущностей из Викиданные. Количество загруженных сущностей: 500/500. |
| 24  | Вяжли                             | посёлок      | Получено слишком много сущностей из Викиданные. Количество загруженных сущностей: 500/500. |
| 25  | Глазовка                          | деревня      | Получено слишком много сущностей из Викиданные. Количество загруженных сущностей: 500/500. |
| 26  | Гумны                             | село         | Получено слишком много сущностей из Викиданные. Количество загруженных сущностей: 500/500. |
| 27  | Давыдово                          | село         | Получено слишком много сущностей из Викиданные. Количество загруженных сущностей: 500/500. |
| 28  | Делянки                           | посёлок      | Получено слишком много сущностей из Викиданные. Количество загруженных сущностей: 500/500. |
| 29  | Дмитриевка                        | село         | Получено слишком много сущностей из Викиданные. Количество загруженных сущностей: 500/500. |
| 30  | Дубки                             | посёлок      | Получено слишком много сущностей из Викиданные. Количество загруженных сущностей: 500/500. |
| 31  | Дьячи                             | село         | Получено слишком много сущностей из Викиданные. Количество загруженных сущностей: 500/500. |
| 32  | Екатериновка                      | село         | Получено слишком много сущностей из Викиданные. Количество загруженных сущностей: 500/500. |
| 33  | Заречный                          | посёлок      | Получено слишком много сущностей из Викиданные. Количество загруженных сущностей: 500/500. |
| 34  | Зелёный                           | посёлок      | Получено слишком много сущностей из Викиданные. Количество загруженных сущностей: 500/500. |
| 35  | Зелёный Бор                       | посёлок      | Получено слишком много сущностей из Викиданные. Количество загруженных сущностей: 500/500. |
| 36  | Зелёный Луг                       | посёлок      | Получено слишком много сущностей из Викиданные. Количество загруженных сущностей: 500/500. |
| 37  | Ивановка                          | деревня      | Получено слишком много сущностей из Викиданные. Количество загруженных сущностей: 500/500. |
| 38  | Ивенье                            | село         | Получено слишком много сущностей из Викиданные. Количество загруженных сущностей: 500/500. |
| 39  | Ильич                             | посёлок      | Получено слишком много сущностей из Викиданные. Количество загруженных сущностей: 500/500. |
| 40  | Кадыковка                         | село         | Получено слишком много сущностей из Викиданные. Количество загруженных сущностей: 500/500. |
| 41  | Канада Никольская                 | деревня      | Получено слишком много сущностей из Викиданные. Количество загруженных сущностей: 500/500. |
| 42  | Карели                            | село         | Получено слишком много сущностей из Викиданные. Количество загруженных сущностей: 500/500. |
| 43  | Кашма                             | ж.д. станция | Получено слишком много сущностей из Викиданные. Количество загруженных сущностей: 500/500. |
| 44  | Кёршинские Борки                  | село         | Получено слишком много сущностей из Викиданные. Количество загруженных сущностей: 500/500. |
| 45  | Княжево                           | село         | Получено слишком много сущностей из Викиданные. Количество загруженных сущностей: 500/500. |
| 46  | Коршуновка                        | село         | Получено слишком много сущностей из Викиданные. Количество загруженных сущностей: 500/500. |
| 47  | Красная Слобода                   | деревня      | Получено слишком много сущностей из Викиданные. Количество загруженных сущностей: 500/500. |
| 48  | Красный                           | посёлок      | Получено слишком много сущностей из Викиданные. Количество загруженных сущностей: 500/500. |
| 49  | Красный Пахарь                    | посёлок      | Получено слишком много сущностей из Викиданные. Количество загруженных сущностей: 500/500. |
| 50  | Кресты                            | посёлок      | Получено слишком много сущностей из Викиданные. Количество загруженных сущностей: 500/500. |
| 51  | Крутая                            | деревня      | Получено слишком много сущностей из Викиданные. Количество загруженных сущностей: 500/500. |
| 52  | Крюково                           | село         | Получено слишком много сущностей из Викиданные. Количество загруженных сущностей: 500/500. |
| 53  | Лёвино                            | село         | Получено слишком много сущностей из Викиданные. Количество загруженных сущностей: 500/500. |
| 54  | Любвино                           | деревня      | Получено слишком много сущностей из Викиданные. Количество загруженных сущностей: 500/500. |
| 55  | Малая Кашма                       | посёлок      |                                                                                            |
| 56  | Малое Пичаево                     | село         | Получено слишком много сущностей из Викиданные. Количество загруженных сущностей: 500/500. |
| 57  | Маломоршевка                      | село         | Получено слишком много сущностей из Викиданные. Количество загруженных сущностей: 500/500. |
| 58  | Малые Кулики                      | село         | Получено слишком много сущностей из Викиданные. Количество загруженных сущностей: 500/500. |
| 59  | Марусино                          | посёлок      | Получено слишком много сущностей из Викиданные. Количество загруженных сущностей: 500/500. |
| 60  | Михайловка                        | деревня      | Получено слишком много сущностей из Викиданные. Количество загруженных сущностей: 500/500. |
| 61  | Мокрый Залив                      | посёлок      | Получено слишком много сущностей из Викиданные. Количество загруженных сущностей: 500/500. |
| 62  | Молодёжный                        | посёлок      | Получено слишком много сущностей из Викиданные. Количество загруженных сущностей: 500/500. |
| 63  | Мутасьево                         | село         | Получено слишком много сущностей из Викиданные. Количество загруженных сущностей: 500/500. |
| 64  | Надеждино                         | деревня      | Получено слишком много сущностей из Викиданные. Количество загруженных сущностей: 500/500. |
| 65  | Николаевка                        | село         | Получено слишком много сущностей из Викиданные. Количество загруженных сущностей: 500/500. |
| 66  | Новоалександровка                 | деревня      | Получено слишком много сущностей из Викиданные. Количество загруженных сущностей: 500/500. |
| 67  | Новотомниково                     | село         | Получено слишком много сущностей из Викиданные. Количество загруженных сущностей: 500/500. |
| 68  | Новотомниковский                  | посёлок      | Получено слишком много сущностей из Викиданные. Количество загруженных сущностей: 500/500. |
| 69  | Новый                             | посёлок      | Получено слишком много сущностей из Викиданные. Количество загруженных сущностей: 500/500. |
| 70  | Носины                            | село         | Получено слишком много сущностей из Викиданные. Количество загруженных сущностей: 500/500. |
| 71  | Обоз                              | посёлок      | Получено слишком много сущностей из Викиданные. Количество загруженных сущностей: 500/500. |
| 72  | Островка                          | село         | Получено слишком много сущностей из Викиданные. Количество загруженных сущностей: 500/500. |
| 73  | Островский                        | посёлок      | Получено слишком много сущностей из Викиданные. Количество загруженных сущностей: 500/500. |
| 74  | Парский Угол                      | село         | Получено слишком много сущностей из Викиданные. Количество загруженных сущностей: 500/500. |
| 75  | Пеньки                            | село         | Получено слишком много сущностей из Викиданные. Количество загруженных сущностей: 500/500. |
| 76  | Передовик                         | посёлок      | Получено слишком много сущностей из Викиданные. Количество загруженных сущностей: 500/500. |
| 77  | Петровка                          | деревня      | Получено слишком много сущностей из Викиданные. Количество загруженных сущностей: 500/500. |
| 78  | Питерка                           | село         | Получено слишком много сущностей из Викиданные. Количество загруженных сущностей: 500/500. |
| 79  | Питерское                         | село         | Получено слишком много сущностей из Викиданные. Количество загруженных сущностей: 500/500. |
| 80  | Плоская Дубрава                   | село         | Получено слишком много сущностей из Викиданные. Количество загруженных сущностей: 500/500. |
| 81  | Погореловка                       | деревня      | Получено слишком много сущностей из Викиданные. Количество загруженных сущностей: 500/500. |
| 82  | Погореловка                       | деревня      | Получено слишком много сущностей из Викиданные. Количество загруженных сущностей: 500/500. |
| 83  | Полевой                           | посёлок      | Получено слишком много сущностей из Викиданные. Количество загруженных сущностей: 500/500. |
| 84  | Поповка                           | посёлок      | Получено слишком много сущностей из Викиданные. Количество загруженных сущностей: 500/500. |
| 85  | Пригородный                       | посёлок      | Получено слишком много сущностей из Викиданные. Количество загруженных сущностей: 500/500. |
| 86  | Раёво                             | село         | Получено слишком много сущностей из Викиданные. Количество загруженных сущностей: 500/500. |
| 87  | Ракша                             | село         | Получено слишком много сущностей из Викиданные. Количество загруженных сущностей: 500/500. |
| 88  | Раннее Утро                       | посёлок      | Получено слишком много сущностей из Викиданные. Количество загруженных сущностей: 500/500. |
| 89  | Рыбновский                        | посёлок      | Получено слишком много сущностей из Викиданные. Количество загруженных сущностей: 500/500. |
| 90  | Рыбное                            | село         | Получено слишком много сущностей из Викиданные. Количество загруженных сущностей: 500/500. |
| 91  | Рыбхоз «Двуречье»                 | посёлок      | Получено слишком много сущностей из Викиданные. Количество загруженных сущностей: 500/500. |
| 92  | Рысли                             | село         | Получено слишком много сущностей из Викиданные. Количество загруженных сущностей: 500/500. |
| 93  | Сабуровка                         | деревня      | Получено слишком много сущностей из Викиданные. Количество загруженных сущностей: 500/500. |
| 94  | Самодуровка                       | село         | Получено слишком много сущностей из Викиданные. Количество загруженных сущностей: 500/500. |
| 95  | Сарымовка                         | деревня      | Получено слишком много сущностей из Викиданные. Количество загруженных сущностей: 500/500. |
| 96  | Серповое                          | село         | Получено слишком много сущностей из Викиданные. Количество загруженных сущностей: 500/500. |
| 97  | Славная                           | деревня      | Получено слишком много сущностей из Викиданные. Количество загруженных сущностей: 500/500. |
| 98  | Совхозный                         | посёлок      | Получено слишком много сущностей из Викиданные. Количество загруженных сущностей: 500/500. |
| 99  | Сокольники                        | село         | Получено слишком много сущностей из Викиданные. Количество загруженных сущностей: 500/500. |
| 100 | Сокольниковского лесничества      | посёлок      | Получено слишком много сущностей из Викиданные. Количество загруженных сущностей: 500/500. |
| 101 | Старотомниково                    | село         | Получено слишком много сущностей из Викиданные. Количество загруженных сущностей: 500/500. |
| 102 | Сухая                             | деревня      | Получено слишком много сущностей из Викиданные. Количество загруженных сущностей: 500/500. |
| 103 | Тарханы                           | посёлок      | Получено слишком много сущностей из Викиданные. Количество загруженных сущностей: 500/500. |
| 104 | Темяшево                          | село         | Получено слишком много сущностей из Викиданные. Количество загруженных сущностей: 500/500. |
| 105 | Устье                             | село         | Получено слишком много сущностей из Викиданные. Количество загруженных сущностей: 500/500. |
| 106 | Устьинский                        | посёлок      | Получено слишком много сущностей из Викиданные. Количество загруженных сущностей: 500/500. |
| 107 | Хлудовский                        | посёлок      | Получено слишком много сущностей из Викиданные. Количество загруженных сущностей: 500/500. |
| 108 | Хлыстово                          | село         | Получено слишком много сущностей из Викиданные. Количество загруженных сущностей: 500/500. |
| 109 | Хлыстовский                       | посёлок      | Получено слишком много сущностей из Викиданные. Количество загруженных сущностей: 500/500. |
| 110 | Центральный                       | посёлок      | Получено слишком много сущностей из Викиданные. Количество загруженных сущностей: 500/500. |
| 111 | Чёркино                           | село         | Получено слишком много сущностей из Викиданные. Количество загруженных сущностей: 500/500. |
| 112 | Чернитово                         | село         | Получено слишком много сущностей из Викиданные. Количество загруженных сущностей: 500/500. |
| 113 | Ясная Поляна                      | посёлок      | Получено слишком много сущностей из Викиданные. Количество загруженных сущностей: 500/500. |

### Мучкапский
| №  | Населённый пункт                     | Тип             | Население                                                                                  |
| -- | ------------------------------------ | --------------- | ------------------------------------------------------------------------------------------ |
| 1  | Александровка                        | деревня         | Получено слишком много сущностей из Викиданные. Количество загруженных сущностей: 500/500. |
| 2  | Андреевка                            | деревня         | Получено слишком много сущностей из Викиданные. Количество загруженных сущностей: 500/500. |
| 3  | Андриановка                          | деревня         | Получено слишком много сущностей из Викиданные. Количество загруженных сущностей: 500/500. |
| 4  | Арбеньевка                           | село            | Получено слишком много сущностей из Викиданные. Количество загруженных сущностей: 500/500. |
| 5  | Берёзовка 1-я                        | село            | Получено слишком много сущностей из Викиданные. Количество загруженных сущностей: 500/500. |
| 6  | Берёзовка 2-я                        | село            | Получено слишком много сущностей из Викиданные. Количество загруженных сущностей: 500/500. |
| 7  | Варваринка 2-я                       | деревня         | Получено слишком много сущностей из Викиданные. Количество загруженных сущностей: 500/500. |
| 8  | Варварино                            | село            | Получено слишком много сущностей из Викиданные. Количество загруженных сущностей: 500/500. |
| 9  | Владимировка                         | деревня         | Получено слишком много сущностей из Викиданные. Количество загруженных сущностей: 500/500. |
| 10 | Добринка                             | деревня         | Получено слишком много сущностей из Викиданные. Количество загруженных сущностей: 500/500. |
| 11 | Заполатово                           | село            | Получено слишком много сущностей из Викиданные. Количество загруженных сущностей: 500/500. |
| 12 | Земетчено                            | посёлок         | Получено слишком много сущностей из Викиданные. Количество загруженных сущностей: 500/500. |
| 13 | Калиновка                            | деревня         | Получено слишком много сущностей из Викиданные. Количество загруженных сущностей: 500/500. |
| 14 | Карай-Васильевка                     | деревня         | Получено слишком много сущностей из Викиданные. Количество загруженных сущностей: 500/500. |
| 15 | Коростелёво                          | село            | Получено слишком много сущностей из Викиданные. Количество загруженных сущностей: 500/500. |
| 16 | Краснояровка                         | село            | Получено слишком много сущностей из Викиданные. Количество загруженных сущностей: 500/500. |
| 17 | Красный Куст                         | посёлок         | Получено слишком много сущностей из Викиданные. Количество загруженных сущностей: 500/500. |
| 18 | Красовка                             | деревня         | Получено слишком много сущностей из Викиданные. Количество загруженных сущностей: 500/500. |
| 19 | Кулябовка                            | село            | Получено слишком много сущностей из Викиданные. Количество загруженных сущностей: 500/500. |
| 20 | Лисицыно                             | посёлок         | Получено слишком много сущностей из Викиданные. Количество загруженных сущностей: 500/500. |
| 21 | Лихачи                               | деревня         | Получено слишком много сущностей из Викиданные. Количество загруженных сущностей: 500/500. |
| 22 | Малиновка                            | посёлок         | Получено слишком много сущностей из Викиданные. Количество загруженных сущностей: 500/500. |
| 23 | Мучкапский                           | рабочий посёлок | Получено слишком много сущностей из Викиданные. Количество загруженных сущностей: 500/500. |
| 24 | Нижнее Чуево                         | село            | Получено слишком много сущностей из Викиданные. Количество загруженных сущностей: 500/500. |
| 25 | Новосельцы                           | посёлок         | Получено слишком много сущностей из Викиданные. Количество загруженных сущностей: 500/500. |
| 26 | Ольшанка                             | деревня         | Получено слишком много сущностей из Викиданные. Количество загруженных сущностей: 500/500. |
| 27 | Петровское                           | село            | Получено слишком много сущностей из Викиданные. Количество загруженных сущностей: 500/500. |
| 28 | Плишкино                             | деревня         | Получено слишком много сущностей из Викиданные. Количество загруженных сущностей: 500/500. |
| 29 | Покровка                             | село            | Получено слишком много сущностей из Викиданные. Количество загруженных сущностей: 500/500. |
| 30 | Прудки                               | село            | Получено слишком много сущностей из Викиданные. Количество загруженных сущностей: 500/500. |
| 31 | Репище                               | посёлок         | Получено слишком много сущностей из Викиданные. Количество загруженных сущностей: 500/500. |
| 32 | Родионовка                           | деревня         | Получено слишком много сущностей из Викиданные. Количество загруженных сущностей: 500/500. |
| 33 | Савино                               | посёлок         | Получено слишком много сущностей из Викиданные. Количество загруженных сущностей: 500/500. |
| 34 | Сергиевка                            | село            | Получено слишком много сущностей из Викиданные. Количество загруженных сущностей: 500/500. |
| 35 | Согласие                             | посёлок         | Получено слишком много сущностей из Викиданные. Количество загруженных сущностей: 500/500. |
| 36 | Степанищево                          | село            | Получено слишком много сущностей из Викиданные. Количество загруженных сущностей: 500/500. |
| 37 | Троицкое                             | село            | Получено слишком много сущностей из Викиданные. Количество загруженных сущностей: 500/500. |
| 38 | Уваровский                           | посёлок         | Получено слишком много сущностей из Викиданные. Количество загруженных сущностей: 500/500. |
| 39 | Хренояровка                          | деревня         | Получено слишком много сущностей из Викиданные. Количество загруженных сущностей: 500/500. |
| 40 | Центральная усадьба совхоза «Победа» | посёлок         | Получено слишком много сущностей из Викиданные. Количество загруженных сущностей: 500/500. |
| 41 | Чащино                               | село            | Получено слишком много сущностей из Викиданные. Количество загруженных сущностей: 500/500. |
| 42 | Шапкино                              | село            | Получено слишком много сущностей из Викиданные. Количество загруженных сущностей: 500/500. |

### Никифоровский
| №  | Населённый пункт   | Тип             | Население                                                                                  |
| -- | ------------------ | --------------- | ------------------------------------------------------------------------------------------ |
| 1  | Александровка      | село            | Получено слишком много сущностей из Викиданные. Количество загруженных сущностей: 500/500. |
| 2  | Александровка      | село            | Получено слишком много сущностей из Викиданные. Количество загруженных сущностей: 500/500. |
| 3  | Андреевка          | деревня         | Получено слишком много сущностей из Викиданные. Количество загруженных сущностей: 500/500. |
| 4  | Анновка            | деревня         | Получено слишком много сущностей из Викиданные. Количество загруженных сущностей: 500/500. |
| 5  | Бибиково           | село            | Получено слишком много сущностей из Викиданные. Количество загруженных сущностей: 500/500. |
| 6  | Богородицкое       | село            | Получено слишком много сущностей из Викиданные. Количество загруженных сущностей: 500/500. |
| 7  | Восточная Старинка | село            | Получено слишком много сущностей из Викиданные. Количество загруженных сущностей: 500/500. |
| 8  | Вырубово           | деревня         | Получено слишком много сущностей из Викиданные. Количество загруженных сущностей: 500/500. |
| 9  | Голицыно           | село            | Получено слишком много сущностей из Викиданные. Количество загруженных сущностей: 500/500. |
| 10 | Гомзяки            | деревня         | Получено слишком много сущностей из Викиданные. Количество загруженных сущностей: 500/500. |
| 11 | Дмитриевка         | рабочий посёлок | Получено слишком много сущностей из Викиданные. Количество загруженных сущностей: 500/500. |
| 12 | Дмитриевка         | село            | Получено слишком много сущностей из Викиданные. Количество загруженных сущностей: 500/500. |
| 13 | Екатеринино        | село            | Получено слишком много сущностей из Викиданные. Количество загруженных сущностей: 500/500. |
| 14 | Западная Старинка  | село            | Получено слишком много сущностей из Викиданные. Количество загруженных сущностей: 500/500. |
| 15 | Знаменка           | село            | Получено слишком много сущностей из Викиданные. Количество загруженных сущностей: 500/500. |
| 16 | Ивановка           | село            | Получено слишком много сущностей из Викиданные. Количество загруженных сущностей: 500/500. |
| 17 | Ким                | посёлок         | Получено слишком много сущностей из Викиданные. Количество загруженных сущностей: 500/500. |
| 18 | Красная Криуша     | село            | Получено слишком много сущностей из Викиданные. Количество загруженных сущностей: 500/500. |
| 19 | Лебедево           | село            | Получено слишком много сущностей из Викиданные. Количество загруженных сущностей: 500/500. |
| 20 | Летуновка          | село            | Получено слишком много сущностей из Викиданные. Количество загруженных сущностей: 500/500. |
| 21 | Луговая            | деревня         | Получено слишком много сущностей из Викиданные. Количество загруженных сущностей: 500/500. |
| 22 | Лысовка            | деревня         | Получено слишком много сущностей из Викиданные. Количество загруженных сущностей: 500/500. |
| 23 | Любезная           | деревня         | Получено слишком много сущностей из Викиданные. Количество загруженных сущностей: 500/500. |
| 24 | Малая Знаменка     | деревня         | Получено слишком много сущностей из Викиданные. Количество загруженных сущностей: 500/500. |
| 25 | Малая Фёдоровка    | деревня         | Получено слишком много сущностей из Викиданные. Количество загруженных сущностей: 500/500. |
| 26 | Малое Монтвидово   | деревня         | Получено слишком много сущностей из Викиданные. Количество загруженных сущностей: 500/500. |
| 27 | Марьевка           | деревня         | Получено слишком много сущностей из Викиданные. Количество загруженных сущностей: 500/500. |
| 28 | Марьино            | деревня         | Получено слишком много сущностей из Викиданные. Количество загруженных сущностей: 500/500. |
| 29 | Мацнево            | село            | Получено слишком много сущностей из Викиданные. Количество загруженных сущностей: 500/500. |
| 30 | Машково-Сурёна     | село            | Получено слишком много сущностей из Викиданные. Количество загруженных сущностей: 500/500. |
| 31 | Моховое            | деревня         | Получено слишком много сущностей из Викиданные. Количество загруженных сущностей: 500/500. |
| 32 | Никольское         | село            | Получено слишком много сущностей из Викиданные. Количество загруженных сущностей: 500/500. |
| 33 | Новая Деревня      | деревня         | Получено слишком много сущностей из Викиданные. Количество загруженных сущностей: 500/500. |
| 34 | Новокруглое        | деревня         | Получено слишком много сущностей из Викиданные. Количество загруженных сущностей: 500/500. |
| 35 | Новосёлки          | деревня         | Получено слишком много сущностей из Викиданные. Количество загруженных сущностей: 500/500. |
| 36 | Озёрки             | село            | Получено слишком много сущностей из Викиданные. Количество загруженных сущностей: 500/500. |
| 37 | Орлова Лука        | деревня         | Получено слишком много сущностей из Викиданные. Количество загруженных сущностей: 500/500. |
| 38 | Первое Мая         | посёлок         | Получено слишком много сущностей из Викиданные. Количество загруженных сущностей: 500/500. |
| 39 | Первомайский       | посёлок         | Получено слишком много сущностей из Викиданные. Количество загруженных сущностей: 500/500. |
| 40 | Петр Эсаулов       | деревня         |                                                                                            |
| 41 | Петровская         | деревня         | Получено слишком много сущностей из Викиданные. Количество загруженных сущностей: 500/500. |
| 42 | Польная Дмитриевка | деревня         | Получено слишком много сущностей из Викиданные. Количество загруженных сущностей: 500/500. |
| 43 | Поповка            | деревня         | Получено слишком много сущностей из Викиданные. Количество загруженных сущностей: 500/500. |
| 44 | Приют              | деревня         | Получено слишком много сущностей из Викиданные. Количество загруженных сущностей: 500/500. |
| 45 | Приятная           | деревня         | Получено слишком много сущностей из Викиданные. Количество загруженных сущностей: 500/500. |
| 46 | Сабуро-Покровское  | село            | Получено слишком много сущностей из Викиданные. Количество загруженных сущностей: 500/500. |
| 47 | Свобода            | посёлок         | Получено слишком много сущностей из Викиданные. Количество загруженных сущностей: 500/500. |
| 48 | Спицыно            | деревня         | Получено слишком много сущностей из Викиданные. Количество загруженных сущностей: 500/500. |
| 49 | Старое Сабурово    | село            | Получено слишком много сущностей из Викиданные. Количество загруженных сущностей: 500/500. |
| 50 | Степановка         | посёлок         | Получено слишком много сущностей из Викиданные. Количество загруженных сущностей: 500/500. |
| 51 | Сычёвка            | село            | Получено слишком много сущностей из Викиданные. Количество загруженных сущностей: 500/500. |
| 52 | Туровка            | село            | Получено слишком много сущностей из Викиданные. Количество загруженных сущностей: 500/500. |
| 53 | Фёдоровка 2-я      | деревня         | Получено слишком много сущностей из Викиданные. Количество загруженных сущностей: 500/500. |
| 54 | Чебоксары          | деревня         | Получено слишком много сущностей из Викиданные. Количество загруженных сущностей: 500/500. |
| 55 | Юрловка            | село            | Получено слишком много сущностей из Викиданные. Количество загруженных сущностей: 500/500. |
| 56 | Языково            | деревня         | Получено слишком много сущностей из Викиданные. Количество загруженных сущностей: 500/500. |
| 57 | Ярославка          | село            | Получено слишком много сущностей из Викиданные. Количество загруженных сущностей: 500/500. |

### Первомайский
| №  | Населённый пункт             | Тип              | Население                                                                                  |
| -- | ---------------------------- | ---------------- | ------------------------------------------------------------------------------------------ |
| 1  | Анненка                      | деревня          | Получено слишком много сущностей из Викиданные. Количество загруженных сущностей: 500/500. |
| 2  | Бригадирское лесничество     | населённый пункт | Получено слишком много сущностей из Викиданные. Количество загруженных сущностей: 500/500. |
| 3  | Восточный                    | посёлок          | Получено слишком много сущностей из Викиданные. Количество загруженных сущностей: 500/500. |
| 4  | Добрый Путь                  | посёлок          | Получено слишком много сущностей из Викиданные. Количество загруженных сущностей: 500/500. |
| 5  | Заводской                    | посёлок          | Получено слишком много сущностей из Викиданные. Количество загруженных сущностей: 500/500. |
| 6  | Зарядная Дубрава             | посёлок          | Получено слишком много сущностей из Викиданные. Количество загруженных сущностей: 500/500. |
| 7  | Змеёвка                      | село             | Получено слишком много сущностей из Викиданные. Количество загруженных сущностей: 500/500. |
| 8  | Иванжитово                   | деревня          | Получено слишком много сущностей из Викиданные. Количество загруженных сущностей: 500/500. |
| 9  | Ивано-Пущино                 | деревня          | Получено слишком много сущностей из Викиданные. Количество загруженных сущностей: 500/500. |
| 10 | Иловай-Бригадирское          | село             | Получено слишком много сущностей из Викиданные. Количество загруженных сущностей: 500/500. |
| 11 | Иловай-Дмитриевское          | село             | Получено слишком много сущностей из Викиданные. Количество загруженных сущностей: 500/500. |
| 12 | Иловай-Рождественское        | село             | Получено слишком много сущностей из Викиданные. Количество загруженных сущностей: 500/500. |
| 13 | Колбовка                     | деревня          | Получено слишком много сущностей из Викиданные. Количество загруженных сущностей: 500/500. |
| 14 | Лычное                       | село             | Получено слишком много сущностей из Викиданные. Количество загруженных сущностей: 500/500. |
| 15 | Малый Снежеток               | село             | Получено слишком много сущностей из Викиданные. Количество загруженных сущностей: 500/500. |
| 16 | Михайловка                   | посёлок          | Получено слишком много сущностей из Викиданные. Количество загруженных сущностей: 500/500. |
| 17 | Никольское                   | село             | Получено слишком много сущностей из Викиданные. Количество загруженных сущностей: 500/500. |
| 18 | Новоархангельское            | село             | Получено слишком много сущностей из Викиданные. Количество загруженных сущностей: 500/500. |
| 19 | Новобогоявленское            | село             | Получено слишком много сущностей из Викиданные. Количество загруженных сущностей: 500/500. |
| 20 | Новое Козьмодемьяновское     | село             | Получено слишком много сущностей из Викиданные. Количество загруженных сущностей: 500/500. |
| 21 | Новоклёнское                 | село             | Получено слишком много сущностей из Викиданные. Количество загруженных сущностей: 500/500. |
| 22 | Новосеславино                | село             | Получено слишком много сущностей из Викиданные. Количество загруженных сущностей: 500/500. |
| 23 | Новоспасское                 | село             | Получено слишком много сущностей из Викиданные. Количество загруженных сущностей: 500/500. |
| 24 | Новый Мир                    | посёлок          | Получено слишком много сущностей из Викиданные. Количество загруженных сущностей: 500/500. |
| 25 | Озёрки                       | деревня          | Получено слишком много сущностей из Викиданные. Количество загруженных сущностей: 500/500. |
| 26 | Отделение совхоза «Снежеток» | посёлок          | Получено слишком много сущностей из Викиданные. Количество загруженных сущностей: 500/500. |
| 27 | Парижская Коммуна            | село             | Получено слишком много сущностей из Викиданные. Количество загруженных сущностей: 500/500. |
| 28 | Первомайский                 | рабочий посёлок  | Получено слишком много сущностей из Викиданные. Количество загруженных сущностей: 500/500. |
| 29 | Подлесный                    | посёлок          | Получено слишком много сущностей из Викиданные. Количество загруженных сущностей: 500/500. |
| 30 | Полевой                      | посёлок          | Получено слишком много сущностей из Викиданные. Количество загруженных сущностей: 500/500. |
| 31 | Пруцкий                      | посёлок          | Получено слишком много сущностей из Викиданные. Количество загруженных сущностей: 500/500. |
| 32 | Софьино                      | деревня          | Получено слишком много сущностей из Викиданные. Количество загруженных сущностей: 500/500. |
| 33 | Старое Козьмодемьяновское    | село             | Получено слишком много сущностей из Викиданные. Количество загруженных сущностей: 500/500. |
| 34 | Староклёнское                | село             | Получено слишком много сущностей из Викиданные. Количество загруженных сущностей: 500/500. |
| 35 | Старосеславино               | село             | Получено слишком много сущностей из Викиданные. Количество загруженных сущностей: 500/500. |
| 36 | Степанищево                  | село             | Получено слишком много сущностей из Викиданные. Количество загруженных сущностей: 500/500. |
| 37 | Фонвизино                    | деревня          | Получено слишком много сущностей из Викиданные. Количество загруженных сущностей: 500/500. |
| 38 | Хобот-Богоявленское          | село             | Получено слишком много сущностей из Викиданные. Количество загруженных сущностей: 500/500. |
| 39 | Хоботец-Васильевский         | посёлок          | Получено слишком много сущностей из Викиданные. Количество загруженных сущностей: 500/500. |
| 40 | Хоботец-Васильевское         | село             | Получено слишком много сущностей из Викиданные. Количество загруженных сущностей: 500/500. |
| 41 | Хоботово                     | посёлок          | Получено слишком много сущностей из Викиданные. Количество загруженных сущностей: 500/500. |
| 42 | Черёмушка                    | село             | Получено слишком много сущностей из Викиданные. Количество загруженных сущностей: 500/500. |
| 43 | Чернышевка                   | село             | Получено слишком много сущностей из Викиданные. Количество загруженных сущностей: 500/500. |

### Петровский
| №   | Населённый пункт   | Тип          | Население                                                                                  |
| --- | ------------------ | ------------ | ------------------------------------------------------------------------------------------ |
| 1   | Александровка      | деревня      | Получено слишком много сущностей из Викиданные. Количество загруженных сущностей: 500/500. |
| 2   | Алексеевка         | деревня      | Получено слишком много сущностей из Викиданные. Количество загруженных сущностей: 500/500. |
| 3   | Аненка             | деревня      | Получено слишком много сущностей из Викиданные. Количество загруженных сущностей: 500/500. |
| 4   | Астахово           | деревня      | Получено слишком много сущностей из Викиданные. Количество загруженных сущностей: 500/500. |
| 5   | Афанасьевка        | деревня      | Получено слишком много сущностей из Викиданные. Количество загруженных сущностей: 500/500. |
| 6   | Барановка          | деревня      | Получено слишком много сущностей из Викиданные. Количество загруженных сущностей: 500/500. |
| 7   | Берёзовка          | деревня      | Получено слишком много сущностей из Викиданные. Количество загруженных сущностей: 500/500. |
| 8   | Боголюбово         | деревня      | Получено слишком много сущностей из Викиданные. Количество загруженных сущностей: 500/500. |
| 9   | Богородицкая       | деревня      | Получено слишком много сущностей из Викиданные. Количество загруженных сущностей: 500/500. |
| 10  | Богушёвка          | деревня      | Получено слишком много сущностей из Викиданные. Количество загруженных сущностей: 500/500. |
| 11  | Большая Алексеевка | село         | Получено слишком много сущностей из Викиданные. Количество загруженных сущностей: 500/500. |
| 12  | Большая Знаменка   | село         | Получено слишком много сущностей из Викиданные. Количество загруженных сущностей: 500/500. |
| 13  | Большая Лазовка    | деревня      | Получено слишком много сущностей из Викиданные. Количество загруженных сущностей: 500/500. |
| 14  | Большой Избердей   | село         | Получено слишком много сущностей из Викиданные. Количество загруженных сущностей: 500/500. |
| 15  | Борисовка          | деревня      | Получено слишком много сущностей из Викиданные. Количество загруженных сущностей: 500/500. |
| 16  | Борщёво            | деревня      | Получено слишком много сущностей из Викиданные. Количество загруженных сущностей: 500/500. |
| 17  | Бударки            | посёлок      | Получено слишком много сущностей из Викиданные. Количество загруженных сущностей: 500/500. |
| 18  | Бычок 1-й          | деревня      | Получено слишком много сущностей из Викиданные. Количество загруженных сущностей: 500/500. |
| 19  | Вельяминовка       | деревня      | Получено слишком много сущностей из Викиданные. Количество загруженных сущностей: 500/500. |
| 20  | Виноградовка       | деревня      | Получено слишком много сущностей из Викиданные. Количество загруженных сущностей: 500/500. |
| 21  | Волчки             | село         | Получено слишком много сущностей из Викиданные. Количество загруженных сущностей: 500/500. |
| 22  | Гремучка           | деревня      | Получено слишком много сущностей из Викиданные. Количество загруженных сущностей: 500/500. |
| 23  | Дегтярка           | деревня      | Получено слишком много сущностей из Викиданные. Количество загруженных сущностей: 500/500. |
| 24  | Добровольский      | посёлок      | Получено слишком много сущностей из Викиданные. Количество загруженных сущностей: 500/500. |
| 25  | Дубовое            | село         | Получено слишком много сущностей из Викиданные. Количество загруженных сущностей: 500/500. |
| 26  | Дуровка            | деревня      | Получено слишком много сущностей из Викиданные. Количество загруженных сущностей: 500/500. |
| 27  | Засецкая           | деревня      | Получено слишком много сущностей из Викиданные. Количество загруженных сущностей: 500/500. |
| 28  | Знаменка           | село         | Получено слишком много сущностей из Викиданные. Количество загруженных сущностей: 500/500. |
| 29  | Ивановка           | деревня      | Получено слишком много сущностей из Викиданные. Количество загруженных сущностей: 500/500. |
| 30  | Ивановка           | село         | Получено слишком много сущностей из Викиданные. Количество загруженных сущностей: 500/500. |
| 31  | Казинские Подворки | деревня      | Получено слишком много сущностей из Викиданные. Количество загруженных сущностей: 500/500. |
| 32  | Казначеевка        | деревня      | Получено слишком много сущностей из Викиданные. Количество загруженных сущностей: 500/500. |
| 33  | Калиновка          | деревня      | Получено слишком много сущностей из Викиданные. Количество загруженных сущностей: 500/500. |
| 34  | Клочки             | деревня      | Получено слишком много сущностей из Викиданные. Количество загруженных сущностей: 500/500. |
| 35  | Коротеевка         | деревня      | Получено слишком много сущностей из Викиданные. Количество загруженных сущностей: 500/500. |
| 36  | Кочетовка          | село         | Получено слишком много сущностей из Викиданные. Количество загруженных сущностей: 500/500. |
| 37  | Красиловка         | село         | Получено слишком много сущностей из Викиданные. Количество загруженных сущностей: 500/500. |
| 38  | Красный            | посёлок      | Получено слишком много сущностей из Викиданные. Количество загруженных сущностей: 500/500. |
| 39  | Круглополье        | деревня      | Получено слишком много сущностей из Викиданные. Количество загруженных сущностей: 500/500. |
| 40  | Крутое             | село         | Получено слишком много сущностей из Викиданные. Количество загруженных сущностей: 500/500. |
| 41  | Лазовка            | деревня      | Получено слишком много сущностей из Викиданные. Количество загруженных сущностей: 500/500. |
| 42  | Лосиная Лука       | село         | Получено слишком много сущностей из Викиданные. Количество загруженных сущностей: 500/500. |
| 43  | Малая Алексеевка   | деревня      | Получено слишком много сущностей из Викиданные. Количество загруженных сущностей: 500/500. |
| 44  | Малая Знаменка     | деревня      | Получено слишком много сущностей из Викиданные. Количество загруженных сущностей: 500/500. |
| 45  | Малый Избердей     | село         | Получено слишком много сущностей из Викиданные. Количество загруженных сущностей: 500/500. |
| 46  | Малый Самовец      | село         | Получено слишком много сущностей из Викиданные. Количество загруженных сущностей: 500/500. |
| 47  | Марфинка           | деревня      | Получено слишком много сущностей из Викиданные. Количество загруженных сущностей: 500/500. |
| 48  | Михайловка         | деревня      | Получено слишком много сущностей из Викиданные. Количество загруженных сущностей: 500/500. |
| 49  | Михайловка         | деревня      | Получено слишком много сущностей из Викиданные. Количество загруженных сущностей: 500/500. |
| 50  | Мордовка           | деревня      | Получено слишком много сущностей из Викиданные. Количество загруженных сущностей: 500/500. |
| 51  | Мосоловка          | деревня      | Получено слишком много сущностей из Викиданные. Количество загруженных сущностей: 500/500. |
| 52  | Найдёновка         | село         | Получено слишком много сущностей из Викиданные. Количество загруженных сущностей: 500/500. |
| 53  | Нарышкино          | деревня      | Получено слишком много сущностей из Викиданные. Количество загруженных сущностей: 500/500. |
| 54  | Николаевка         | деревня      | Получено слишком много сущностей из Викиданные. Количество загруженных сущностей: 500/500. |
| 55  | Никольское         | посёлок      | Получено слишком много сущностей из Викиданные. Количество загруженных сущностей: 500/500. |
| 56  | Никольское         | деревня      | Получено слишком много сущностей из Викиданные. Количество загруженных сущностей: 500/500. |
| 57  | Новая Васильевка   | деревня      | Получено слишком много сущностей из Викиданные. Количество загруженных сущностей: 500/500. |
| 58  | Новая Жизнь        | посёлок      | Получено слишком много сущностей из Викиданные. Количество загруженных сущностей: 500/500. |
| 59  | Новое Гаритово     | село         | Получено слишком много сущностей из Викиданные. Количество загруженных сущностей: 500/500. |
| 60  | Новопавловка 2-я   | деревня      | Получено слишком много сущностей из Викиданные. Количество загруженных сущностей: 500/500. |
| 61  | Новоситовка        | село         | Получено слишком много сущностей из Викиданные. Количество загруженных сущностей: 500/500. |
| 62  | Новый путь         | посёлок      | Получено слишком много сущностей из Викиданные. Количество загруженных сущностей: 500/500. |
| 63  | Озёрки             | село         | Получено слишком много сущностей из Викиданные. Количество загруженных сущностей: 500/500. |
| 64  | Осадовка           | деревня      | Получено слишком много сущностей из Викиданные. Количество загруженных сущностей: 500/500. |
| 65  | Павловка           | деревня      | Получено слишком много сущностей из Викиданные. Количество загруженных сущностей: 500/500. |
| 66  | Павлово-Титово     | деревня      | Получено слишком много сущностей из Викиданные. Количество загруженных сущностей: 500/500. |
| 67  | Пальнёвка          | деревня      | Получено слишком много сущностей из Викиданные. Количество загруженных сущностей: 500/500. |
| 68  | Песковатка         | ж.д. станция | Получено слишком много сущностей из Викиданные. Количество загруженных сущностей: 500/500. |
| 69  | Песковатка         | село         | Получено слишком много сущностей из Викиданные. Количество загруженных сущностей: 500/500. |
| 70  | Песчаное           | село         | Получено слишком много сущностей из Викиданные. Количество загруженных сущностей: 500/500. |
| 71  | Петровское         | село         | Получено слишком много сущностей из Викиданные. Количество загруженных сущностей: 500/500. |
| 72  | Победа             | посёлок      | Получено слишком много сущностей из Викиданные. Количество загруженных сущностей: 500/500. |
| 73  | Погореловка        | деревня      | Получено слишком много сущностей из Викиданные. Количество загруженных сущностей: 500/500. |
| 74  | Покрово-Ендовище   | село         | Получено слишком много сущностей из Викиданные. Количество загруженных сущностей: 500/500. |
| 75  | Покрово-Чичерино   | село         | Получено слишком много сущностей из Викиданные. Количество загруженных сущностей: 500/500. |
| 76  | Покровское         | село         | Получено слишком много сущностей из Викиданные. Количество загруженных сущностей: 500/500. |
| 77  | Полинино           | село         | Получено слишком много сущностей из Викиданные. Количество загруженных сущностей: 500/500. |
| 78  | Предтечьево        | деревня      | Получено слишком много сущностей из Викиданные. Количество загруженных сущностей: 500/500. |
| 79  | Пырьи              | посёлок      | Получено слишком много сущностей из Викиданные. Количество загруженных сущностей: 500/500. |
| 80  | Рахманино          | село         | Получено слишком много сущностей из Викиданные. Количество загруженных сущностей: 500/500. |
| 81  | Решетовка          | деревня      | Получено слишком много сущностей из Викиданные. Количество загруженных сущностей: 500/500. |
| 82  | Савилово           | село         | Получено слишком много сущностей из Викиданные. Количество загруженных сущностей: 500/500. |
| 83  | Сафоновка          | деревня      | Получено слишком много сущностей из Викиданные. Количество загруженных сущностей: 500/500. |
| 84  | Свинино            | село         | Получено слишком много сущностей из Викиданные. Количество загруженных сущностей: 500/500. |
| 85  | Свободный Уголок   | посёлок      | Получено слишком много сущностей из Викиданные. Количество загруженных сущностей: 500/500. |
| 86  | Семёновка          | село         | Получено слишком много сущностей из Викиданные. Количество загруженных сущностей: 500/500. |
| 87  | Сергиевка          | деревня      | Получено слишком много сущностей из Викиданные. Количество загруженных сущностей: 500/500. |
| 88  | Сестрёнка          | село         | Получено слишком много сущностей из Викиданные. Количество загруженных сущностей: 500/500. |
| 89  | Симирово           | деревня      | Получено слишком много сущностей из Викиданные. Количество загруженных сущностей: 500/500. |
| 90  | Снежково           | деревня      | Получено слишком много сущностей из Викиданные. Количество загруженных сущностей: 500/500. |
| 91  | Старая Васильевка  | деревня      | Получено слишком много сущностей из Викиданные. Количество загруженных сущностей: 500/500. |
| 92  | Стеньшино          | село         | Получено слишком много сущностей из Викиданные. Количество загруженных сущностей: 500/500. |
| 93  | Тафино             | село         | Получено слишком много сущностей из Викиданные. Количество загруженных сущностей: 500/500. |
| 94  | Троицкий           | посёлок      | Получено слишком много сущностей из Викиданные. Количество загруженных сущностей: 500/500. |
| 95  | Тройное            | посёлок      | Получено слишком много сущностей из Викиданные. Количество загруженных сущностей: 500/500. |
| 96  | Тынково            | село         | Получено слишком много сущностей из Викиданные. Количество загруженных сущностей: 500/500. |
| 97  | Тютчево            | деревня      | Получено слишком много сущностей из Викиданные. Количество загруженных сущностей: 500/500. |
| 98  | Успеновка          | село         | Получено слишком много сущностей из Викиданные. Количество загруженных сущностей: 500/500. |
| 99  | Фёдоровка          | село         | Получено слишком много сущностей из Викиданные. Количество загруженных сущностей: 500/500. |
| 100 | Фоновка            | деревня      | Получено слишком много сущностей из Викиданные. Количество загруженных сущностей: 500/500. |
| 101 | Харино             | деревня      | Получено слишком много сущностей из Викиданные. Количество загруженных сущностей: 500/500. |
| 102 | Хлопковка          | деревня      | Получено слишком много сущностей из Викиданные. Количество загруженных сущностей: 500/500. |
| 103 | Хренное            | село         | Получено слишком много сущностей из Викиданные. Количество загруженных сущностей: 500/500. |
| 104 | Чёгловка           | деревня      | Получено слишком много сущностей из Викиданные. Количество загруженных сущностей: 500/500. |
| 105 | Чибизовка          | деревня      | Получено слишком много сущностей из Викиданные. Количество загруженных сущностей: 500/500. |
| 106 | Шехмань            | село         | Получено слишком много сущностей из Викиданные. Количество загруженных сущностей: 500/500. |
| 107 | Шумиловка          | деревня      | Получено слишком много сущностей из Викиданные. Количество загруженных сущностей: 500/500. |
| 108 | Щегловка           | село         | Получено слишком много сущностей из Викиданные. Количество загруженных сущностей: 500/500. |
| 109 | Яблоновец          | село         | Получено слишком много сущностей из Викиданные. Количество загруженных сущностей: 500/500. |
| 110 | Ягодник            | посёлок      | Получено слишком много сущностей из Викиданные. Количество загруженных сущностей: 500/500. |

### Пичаевский
| №  | Населённый пункт                | Тип          | Население                                                                                  |
| -- | ------------------------------- | ------------ | ------------------------------------------------------------------------------------------ |
| 1  | Бадин Угол                      | село         | Получено слишком много сущностей из Викиданные. Количество загруженных сущностей: 500/500. |
| 2  | Байловка 1-я                    | село         | Получено слишком много сущностей из Викиданные. Количество загруженных сущностей: 500/500. |
| 3  | Байловка 2-я                    | село         | Получено слишком много сущностей из Викиданные. Количество загруженных сущностей: 500/500. |
| 4  | Большое Шереметьево             | село         | Получено слишком много сущностей из Викиданные. Количество загруженных сущностей: 500/500. |
| 5  | Большой Ломовис                 | село         | Получено слишком много сущностей из Викиданные. Количество загруженных сущностей: 500/500. |
| 6  | Бугровский                      | посёлок      | Получено слишком много сущностей из Викиданные. Количество загруженных сущностей: 500/500. |
| 7  | Васильево                       | деревня      | Получено слишком много сущностей из Викиданные. Количество загруженных сущностей: 500/500. |
| 8  | Введенка                        | деревня      | Получено слишком много сущностей из Викиданные. Количество загруженных сущностей: 500/500. |
| 9  | Вернадовка                      | посёлок      | Получено слишком много сущностей из Викиданные. Количество загруженных сущностей: 500/500. |
| 10 | Волхонщина                      | село         | Получено слишком много сущностей из Викиданные. Количество загруженных сущностей: 500/500. |
| 11 | Вышенка                         | село         | Получено слишком много сущностей из Викиданные. Количество загруженных сущностей: 500/500. |
| 12 | Вяжли                           | село         | Получено слишком много сущностей из Викиданные. Количество загруженных сущностей: 500/500. |
| 13 | Гагарино 1-е                    | село         | Получено слишком много сущностей из Викиданные. Количество загруженных сущностей: 500/500. |
| 14 | Гагарино 2-е                    | село         | Получено слишком много сущностей из Викиданные. Количество загруженных сущностей: 500/500. |
| 15 | Грачёвка                        | посёлок      | Получено слишком много сущностей из Викиданные. Количество загруженных сущностей: 500/500. |
| 16 | Григорьевка                     | деревня      | Получено слишком много сущностей из Викиданные. Количество загруженных сущностей: 500/500. |
| 17 | Гурово                          | деревня      | Получено слишком много сущностей из Викиданные. Количество загруженных сущностей: 500/500. |
| 18 | Егоровка                        | село         | Получено слишком много сущностей из Викиданные. Количество загруженных сущностей: 500/500. |
| 19 | Екатериновка                    | деревня      | Получено слишком много сущностей из Викиданные. Количество загруженных сущностей: 500/500. |
| 20 | Завьяловка                      | посёлок      | Получено слишком много сущностей из Викиданные. Количество загруженных сущностей: 500/500. |
| 21 | Заречье                         | село         | Получено слишком много сущностей из Викиданные. Количество загруженных сущностей: 500/500. |
| 22 | Каменный Умёт                   | посёлок      | Получено слишком много сущностей из Викиданные. Количество загруженных сущностей: 500/500. |
| 23 | Канищево                        | село         | Получено слишком много сущностей из Викиданные. Количество загруженных сущностей: 500/500. |
| 24 | Квашнино                        | деревня      | Получено слишком много сущностей из Викиданные. Количество загруженных сущностей: 500/500. |
| 25 | Коршуновка                      | село         | Получено слишком много сущностей из Викиданные. Количество загруженных сущностей: 500/500. |
| 26 | Красивка                        | село         | Получено слишком много сущностей из Викиданные. Количество загруженных сущностей: 500/500. |
| 27 | Красное лесничество             | посёлок      | Получено слишком много сущностей из Викиданные. Количество загруженных сущностей: 500/500. |
| 28 | Кутли                           | село         | Получено слишком много сущностей из Викиданные. Количество загруженных сущностей: 500/500. |
| 29 | Липовка                         | село         | Получено слишком много сущностей из Викиданные. Количество загруженных сущностей: 500/500. |
| 30 | Любовка                         | деревня      | Получено слишком много сущностей из Викиданные. Количество загруженных сущностей: 500/500. |
| 31 | Малый Ломовис                   | село         | Получено слишком много сущностей из Викиданные. Количество загруженных сущностей: 500/500. |
| 32 | Михайловка                      | деревня      | Получено слишком много сущностей из Викиданные. Количество загруженных сущностей: 500/500. |
| 33 | Молчановский                    | посёлок      | Получено слишком много сущностей из Викиданные. Количество загруженных сущностей: 500/500. |
| 34 | Николаевка                      | деревня      | Получено слишком много сущностей из Викиданные. Количество загруженных сущностей: 500/500. |
| 35 | Октябрьский                     | посёлок      | Получено слишком много сущностей из Викиданные. Количество загруженных сущностей: 500/500. |
| 36 | Отрез                           | посёлок      | Получено слишком много сущностей из Викиданные. Количество загруженных сущностей: 500/500. |
| 37 | Первомайский                    | посёлок      | Получено слишком много сущностей из Викиданные. Количество загруженных сущностей: 500/500. |
| 38 | Петровское                      | деревня      | Получено слишком много сущностей из Викиданные. Количество загруженных сущностей: 500/500. |
| 39 | Питим                           | село         | Получено слишком много сущностей из Викиданные. Количество загруженных сущностей: 500/500. |
| 40 | Пичаево                         | село         | Получено слишком много сущностей из Викиданные. Количество загруженных сущностей: 500/500. |
| 41 | Пичинка                         | деревня      | Получено слишком много сущностей из Викиданные. Количество загруженных сущностей: 500/500. |
| 42 | Подъём                          | село         | Получено слишком много сущностей из Викиданные. Количество загруженных сущностей: 500/500. |
| 43 | Покрово-Васильево               | село         | Получено слишком много сущностей из Викиданные. Количество загруженных сущностей: 500/500. |
| 44 | Поминаевка                      | ж.д. разъезд | Получено слишком много сущностей из Викиданные. Количество загруженных сущностей: 500/500. |
| 45 | Рудовка                         | село         | Получено слишком много сущностей из Викиданные. Количество загруженных сущностей: 500/500. |
| 46 | Садовый                         | посёлок      | Получено слишком много сущностей из Викиданные. Количество загруженных сущностей: 500/500. |
| 47 | Свиньино                        | село         | Получено слишком много сущностей из Викиданные. Количество загруженных сущностей: 500/500. |
| 48 | Сергеево                        | деревня      | Получено слишком много сущностей из Викиданные. Количество загруженных сущностей: 500/500. |
| 49 | Совхоза «Подъём», 1-е отделение | посёлок      | Получено слишком много сущностей из Викиданные. Количество загруженных сущностей: 500/500. |
| 50 | Совхоза «Подъём», 3-е отделение | посёлок      | Получено слишком много сущностей из Викиданные. Количество загруженных сущностей: 500/500. |
| 51 | Солчино                         | деревня      | Получено слишком много сущностей из Викиданные. Количество загруженных сущностей: 500/500. |
| 52 | Сретенка                        | деревня      | Получено слишком много сущностей из Викиданные. Количество загруженных сущностей: 500/500. |
| 53 | Таракса                         | село         | Получено слишком много сущностей из Викиданные. Количество загруженных сущностей: 500/500. |
| 54 | Тюнино                          | деревня      | Получено слишком много сущностей из Викиданные. Количество загруженных сущностей: 500/500. |
| 55 | Ульяновский                     | посёлок      | Получено слишком много сущностей из Викиданные. Количество загруженных сущностей: 500/500. |
| 56 | Фитингоф                        | посёлок      | Получено слишком много сущностей из Викиданные. Количество загруженных сущностей: 500/500. |
| 57 | Холмы                           | деревня      | Получено слишком много сущностей из Викиданные. Количество загруженных сущностей: 500/500. |

### Рассказовский
| №  | Населённый пункт                | Тип                  | Население                                                                                  |
| -- | ------------------------------- | -------------------- | ------------------------------------------------------------------------------------------ |
| 1  | 2-е отделение совхоза «Арженка» | посёлок              | Получено слишком много сущностей из Викиданные. Количество загруженных сущностей: 500/500. |
| 2  | Александровка                   | деревня              | Получено слишком много сущностей из Викиданные. Количество загруженных сущностей: 500/500. |
| 3  | Алексеевка                      | деревня              | Получено слишком много сущностей из Викиданные. Количество загруженных сущностей: 500/500. |
| 4  | Ахтырка                         | деревня              | Получено слишком много сущностей из Викиданные. Количество загруженных сущностей: 500/500. |
| 5  | Богословка                      | село                 | Получено слишком много сущностей из Викиданные. Количество загруженных сущностей: 500/500. |
| 6  | Большие Туляны                  | посёлок              | Получено слишком много сущностей из Викиданные. Количество загруженных сущностей: 500/500. |
| 7  | Ванские Выселки                 | посёлок              | Получено слишком много сущностей из Викиданные. Количество загруженных сущностей: 500/500. |
| 8  | Верхнеспасское                  | село                 | Получено слишком много сущностей из Викиданные. Количество загруженных сущностей: 500/500. |
| 9  | Ворожейкино                     | посёлок              | Получено слишком много сущностей из Викиданные. Количество загруженных сущностей: 500/500. |
| 10 | Дмитриевщина                    | село                 | Получено слишком много сущностей из Викиданные. Количество загруженных сущностей: 500/500. |
| 11 | Заболотские Выселки             | посёлок              | Получено слишком много сущностей из Викиданные. Количество загруженных сущностей: 500/500. |
| 12 | Зелёный                         | посёлок              | Получено слишком много сущностей из Викиданные. Количество загруженных сущностей: 500/500. |
| 13 | Ивановка                        | деревня              | Получено слишком много сущностей из Викиданные. Количество загруженных сущностей: 500/500. |
| 14 | Ильичёвский                     | посёлок              | Получено слишком много сущностей из Викиданные. Количество загруженных сущностей: 500/500. |
| 15 | имени 2-й пятилетки             | посёлок              | Получено слишком много сущностей из Викиданные. Количество загруженных сущностей: 500/500. |
| 16 | Каменные Озёрки                 | деревня              | Получено слишком много сущностей из Викиданные. Количество загруженных сущностей: 500/500. |
| 17 | Кёрша                           | село                 | Получено слишком много сущностей из Викиданные. Количество загруженных сущностей: 500/500. |
| 18 | Комаровка                       | деревня              | Получено слишком много сущностей из Викиданные. Количество загруженных сущностей: 500/500. |
| 19 | Коптево                         | село                 | Получено слишком много сущностей из Викиданные. Количество загруженных сущностей: 500/500. |
| 20 | Котовское                       | село                 | Получено слишком много сущностей из Викиданные. Количество загруженных сущностей: 500/500. |
| 21 | Липовка                         | село                 | Получено слишком много сущностей из Викиданные. Количество загруженных сущностей: 500/500. |
| 22 | Ломовис                         | ж.д. станция         | Получено слишком много сущностей из Викиданные. Количество загруженных сущностей: 500/500. |
| 23 | Маяк                            | посёлок              | Получено слишком много сущностей из Викиданные. Количество загруженных сущностей: 500/500. |
| 24 | Можаровка                       | деревня              | Получено слишком много сущностей из Викиданные. Количество загруженных сущностей: 500/500. |
| 25 | Мосоловка                       | деревня              | Получено слишком много сущностей из Викиданные. Количество загруженных сущностей: 500/500. |
| 26 | Надеждино                       | деревня              | Получено слишком много сущностей из Викиданные. Количество загруженных сущностей: 500/500. |
| 27 | Нижнеспасское                   | село                 | Получено слишком много сущностей из Викиданные. Количество загруженных сущностей: 500/500. |
| 28 | Никольское                      | село                 | Получено слишком много сущностей из Викиданные. Количество загруженных сущностей: 500/500. |
| 29 | Новгородовка                    | село                 | Получено слишком много сущностей из Викиданные. Количество загруженных сущностей: 500/500. |
| 30 | Новиково                        | посёлок              | Получено слишком много сущностей из Викиданные. Количество загруженных сущностей: 500/500. |
| 31 | Осиновка                        | село                 | Получено слишком много сущностей из Викиданные. Количество загруженных сущностей: 500/500. |
| 32 | Павловский                      | посёлок              | Получено слишком много сущностей из Викиданные. Количество загруженных сущностей: 500/500. |
| 33 | Пичер                           | село                 | Получено слишком много сущностей из Викиданные. Количество загруженных сущностей: 500/500. |
| 34 | Платоновка                      | село                 | Получено слишком много сущностей из Викиданные. Количество загруженных сущностей: 500/500. |
| 35 | Плетни                          | деревня              | Получено слишком много сущностей из Викиданные. Количество загруженных сущностей: 500/500. |
| 36 | Подоскляй                       | село                 | Получено слишком много сущностей из Викиданные. Количество загруженных сущностей: 500/500. |
| 37 | Преображенье                    | посёлок              | Получено слишком много сущностей из Викиданные. Количество загруженных сущностей: 500/500. |
| 38 | Рассказово                      | посёлок ж.д. станция | Получено слишком много сущностей из Викиданные. Количество загруженных сущностей: 500/500. |
| 39 | Рождественское                  | село                 | Получено слишком много сущностей из Викиданные. Количество загруженных сущностей: 500/500. |
| 40 | Савинка                         | посёлок              | Получено слишком много сущностей из Викиданные. Количество загруженных сущностей: 500/500. |
| 41 | Саюкино                         | село                 | Получено слишком много сущностей из Викиданные. Количество загруженных сущностей: 500/500. |
| 42 | Скорятино                       | посёлок              | Получено слишком много сущностей из Викиданные. Количество загруженных сущностей: 500/500. |
| 43 | Стахановка                      | деревня              | Получено слишком много сущностей из Викиданные. Количество загруженных сущностей: 500/500. |
| 44 | Татарщино                       | село                 | Получено слишком много сущностей из Викиданные. Количество загруженных сущностей: 500/500. |
| 45 | Телешовка                       | село                 | Получено слишком много сущностей из Викиданные. Количество загруженных сущностей: 500/500. |
| 46 | Усть-Кензарь                    | посёлок              | Получено слишком много сущностей из Викиданные. Количество загруженных сущностей: 500/500. |
| 47 | Хитрово                         | село                 | Получено слишком много сущностей из Викиданные. Количество загруженных сущностей: 500/500. |

### Ржаксинский
| №  | Населённый пункт          | Тип             | Население                                                                                  |
| -- | ------------------------- | --------------- | ------------------------------------------------------------------------------------------ |
| 1  | 1-е Чакино                | деревня         | Получено слишком много сущностей из Викиданные. Количество загруженных сущностей: 500/500. |
| 2  | Александровка             | деревня         | Получено слишком много сущностей из Викиданные. Количество загруженных сущностей: 500/500. |
| 3  | Александровка             | деревня         | Получено слишком много сущностей из Викиданные. Количество загруженных сущностей: 500/500. |
| 4  | Александровка 1-я         | село            | Получено слишком много сущностей из Викиданные. Количество загруженных сущностей: 500/500. |
| 5  | Александровка 2-я         | деревня         | Получено слишком много сущностей из Викиданные. Количество загруженных сущностей: 500/500. |
| 6  | Алкаладка                 | деревня         | Получено слишком много сущностей из Викиданные. Количество загруженных сущностей: 500/500. |
| 7  | Андреевка                 | деревня         | Получено слишком много сущностей из Викиданные. Количество загруженных сущностей: 500/500. |
| 8  | Андреевка                 | деревня         | Получено слишком много сущностей из Викиданные. Количество загруженных сущностей: 500/500. |
| 9  | Антошино                  | деревня         | Получено слишком много сущностей из Викиданные. Количество загруженных сущностей: 500/500. |
| 10 | Афанасьевка               | деревня         | Получено слишком много сущностей из Викиданные. Количество загруженных сущностей: 500/500. |
| 11 | Берёзовка                 | деревня         | Получено слишком много сущностей из Викиданные. Количество загруженных сущностей: 500/500. |
| 12 | Богданово                 | село            | Получено слишком много сущностей из Викиданные. Количество загруженных сущностей: 500/500. |
| 13 | Болотниково               | деревня         | Получено слишком много сущностей из Викиданные. Количество загруженных сущностей: 500/500. |
| 14 | Большая Ржакса            | село            | Получено слишком много сущностей из Викиданные. Количество загруженных сущностей: 500/500. |
| 15 | Бредихино                 | деревня         | Получено слишком много сущностей из Викиданные. Количество загруженных сущностей: 500/500. |
| 16 | Вишнёвка                  | деревня         | Получено слишком много сущностей из Викиданные. Количество загруженных сущностей: 500/500. |
| 17 | Волхонщина                | деревня         | Получено слишком много сущностей из Викиданные. Количество загруженных сущностей: 500/500. |
| 18 | Вороновка                 | деревня         | Получено слишком много сущностей из Викиданные. Количество загруженных сущностей: 500/500. |
| 19 | Вязники                   | посёлок         | Получено слишком много сущностей из Викиданные. Количество загруженных сущностей: 500/500. |
| 20 | Гавриловка                | деревня         | Получено слишком много сущностей из Викиданные. Количество загруженных сущностей: 500/500. |
| 21 | Егорьевка                 | деревня         | Получено слишком много сущностей из Викиданные. Количество загруженных сущностей: 500/500. |
| 22 | Жемчужный                 | посёлок         | Получено слишком много сущностей из Викиданные. Количество загруженных сущностей: 500/500. |
| 23 | Журавлино-Вершина         | деревня         | Получено слишком много сущностей из Викиданные. Количество загруженных сущностей: 500/500. |
| 24 | Зимбулатово               | деревня         | Получено слишком много сущностей из Викиданные. Количество загруженных сущностей: 500/500. |
| 25 | Золотовка                 | село            | Получено слишком много сущностей из Викиданные. Количество загруженных сущностей: 500/500. |
| 26 | Ивановка                  | деревня         | Получено слишком много сущностей из Викиданные. Количество загруженных сущностей: 500/500. |
| 27 | Ивановка                  | деревня         | Получено слишком много сущностей из Викиданные. Количество загруженных сущностей: 500/500. |
| 28 | Изобилино                 | деревня         | Получено слишком много сущностей из Викиданные. Количество загруженных сущностей: 500/500. |
| 29 | Казанковка                | деревня         | Получено слишком много сущностей из Викиданные. Количество загруженных сущностей: 500/500. |
| 30 | Казинка                   | деревня         | Получено слишком много сущностей из Викиданные. Количество загруженных сущностей: 500/500. |
| 31 | Калиновка                 | деревня         | Получено слишком много сущностей из Викиданные. Количество загруженных сущностей: 500/500. |
| 32 | Каменка                   | село            | Получено слишком много сущностей из Викиданные. Количество загруженных сущностей: 500/500. |
| 33 | Кареевка                  | деревня         | Получено слишком много сущностей из Викиданные. Количество загруженных сущностей: 500/500. |
| 34 | Карла Маркса              | посёлок         | Получено слишком много сущностей из Викиданные. Количество загруженных сущностей: 500/500. |
| 35 | Краснохуторский           | посёлок         | Получено слишком много сущностей из Викиданные. Количество загруженных сущностей: 500/500. |
| 36 | Красный                   | посёлок         | Получено слишком много сущностей из Викиданные. Количество загруженных сущностей: 500/500. |
| 37 | Лукино                    | село            | Получено слишком много сущностей из Викиданные. Количество загруженных сущностей: 500/500. |
| 38 | Малиновский               | посёлок         | Получено слишком много сущностей из Викиданные. Количество загруженных сущностей: 500/500. |
| 39 | Малиновый                 | посёлок         | Получено слишком много сущностей из Викиданные. Количество загруженных сущностей: 500/500. |
| 40 | Марьевка                  | деревня         | Получено слишком много сущностей из Викиданные. Количество загруженных сущностей: 500/500. |
| 41 | Марьевка                  | деревня         | Получено слишком много сущностей из Викиданные. Количество загруженных сущностей: 500/500. |
| 42 | Маяк                      | посёлок         | Получено слишком много сущностей из Викиданные. Количество загруженных сущностей: 500/500. |
| 43 | Михайловка                | деревня         | Получено слишком много сущностей из Викиданные. Количество загруженных сущностей: 500/500. |
| 44 | Можайка                   | деревня         | Получено слишком много сущностей из Викиданные. Количество загруженных сущностей: 500/500. |
| 45 | Мордвиновка               | деревня         | Получено слишком много сущностей из Викиданные. Количество загруженных сущностей: 500/500. |
| 46 | Мордвиновка               | деревня         | Получено слишком много сущностей из Викиданные. Количество загруженных сущностей: 500/500. |
| 47 | Мосоловка                 | деревня         | Получено слишком много сущностей из Викиданные. Количество загруженных сущностей: 500/500. |
| 48 | Натальевка                | деревня         | Получено слишком много сущностей из Викиданные. Количество загруженных сущностей: 500/500. |
| 49 | Недобровка                | деревня         | Получено слишком много сущностей из Викиданные. Количество загруженных сущностей: 500/500. |
| 50 | Николаевка                | деревня         | Получено слишком много сущностей из Викиданные. Количество загруженных сущностей: 500/500. |
| 51 | Николаевский              | посёлок         | Получено слишком много сущностей из Викиданные. Количество загруженных сущностей: 500/500. |
| 52 | Новая Деревня             | посёлок         | Получено слишком много сущностей из Викиданные. Количество загруженных сущностей: 500/500. |
| 53 | Новая Золотовка           | посёлок         | Получено слишком много сущностей из Викиданные. Количество загруженных сущностей: 500/500. |
| 54 | Ново-Александровка        | деревня         | Получено слишком много сущностей из Викиданные. Количество загруженных сущностей: 500/500. |
| 55 | Ольгино                   | деревня         | Получено слишком много сущностей из Викиданные. Количество загруженных сущностей: 500/500. |
| 56 | Отхожее                   | село            | Получено слишком много сущностей из Викиданные. Количество загруженных сущностей: 500/500. |
| 57 | Павловка                  | деревня         | Получено слишком много сущностей из Викиданные. Количество загруженных сущностей: 500/500. |
| 58 | Пахарь                    | посёлок         | Получено слишком много сущностей из Викиданные. Количество загруженных сущностей: 500/500. |
| 59 | Первомайский              | посёлок         | Получено слишком много сущностей из Викиданные. Количество загруженных сущностей: 500/500. |
| 60 | Перевоз                   | село            | Получено слишком много сущностей из Викиданные. Количество загруженных сущностей: 500/500. |
| 61 | Петропавловский           | посёлок         | Получено слишком много сущностей из Викиданные. Количество загруженных сущностей: 500/500. |
| 62 | Протасово                 | село            | Получено слишком много сущностей из Викиданные. Количество загруженных сущностей: 500/500. |
| 63 | Пустоваловка              | село            | Получено слишком много сущностей из Викиданные. Количество загруженных сущностей: 500/500. |
| 64 | Пущино                    | село            | Получено слишком много сущностей из Викиданные. Количество загруженных сущностей: 500/500. |
| 65 | Ракитино                  | деревня         | Получено слишком много сущностей из Викиданные. Количество загруженных сущностей: 500/500. |
| 66 | Ржакса                    | рабочий посёлок | Получено слишком много сущностей из Викиданные. Количество загруженных сущностей: 500/500. |
| 67 | Ржаксо-Ивановка           | посёлок         | Получено слишком много сущностей из Викиданные. Количество загруженных сущностей: 500/500. |
| 68 | Садовый                   | посёлок         | Получено слишком много сущностей из Викиданные. Количество загруженных сущностей: 500/500. |
| 69 | Семёновка                 | село            | Получено слишком много сущностей из Викиданные. Количество загруженных сущностей: 500/500. |
| 70 | Семёновский               | посёлок         | Получено слишком много сущностей из Викиданные. Количество загруженных сущностей: 500/500. |
| 71 | Серебряное                | деревня         | Получено слишком много сущностей из Викиданные. Количество загруженных сущностей: 500/500. |
| 72 | Силаев Клин               | посёлок         | Получено слишком много сущностей из Викиданные. Количество загруженных сущностей: 500/500. |
| 73 | Синекустовские Отруба     | деревня         | Получено слишком много сущностей из Викиданные. Количество загруженных сущностей: 500/500. |
| 74 | Синие Кусты               | деревня         | Получено слишком много сущностей из Викиданные. Количество загруженных сущностей: 500/500. |
| 75 | Солдатские Дворики        | посёлок         | Получено слишком много сущностей из Викиданные. Количество загруженных сущностей: 500/500. |
| 76 | Спасские Выселки          | деревня         | Получено слишком много сущностей из Викиданные. Количество загруженных сущностей: 500/500. |
| 77 | Степановка                | село            | Получено слишком много сущностей из Викиданные. Количество загруженных сущностей: 500/500. |
| 78 | Тамбовский                | посёлок         | Получено слишком много сущностей из Викиданные. Количество загруженных сущностей: 500/500. |
| 79 | Тимофеевка                | село            | Получено слишком много сущностей из Викиданные. Количество загруженных сущностей: 500/500. |
| 80 | Толмачи                   | посёлок         | Получено слишком много сущностей из Викиданные. Количество загруженных сущностей: 500/500. |
| 81 | Траковка                  | деревня         | Получено слишком много сущностей из Викиданные. Количество загруженных сущностей: 500/500. |
| 82 | Фёдоровка                 | деревня         | Получено слишком много сущностей из Викиданные. Количество загруженных сущностей: 500/500. |
| 83 | Чакино                    | посёлок         | Получено слишком много сущностей из Викиданные. Количество загруженных сущностей: 500/500. |
| 84 | Чакинский сельхозтехникум | посёлок         | Получено слишком много сущностей из Викиданные. Количество загруженных сущностей: 500/500. |
| 85 | Чичкановский              | посёлок         | Получено слишком много сущностей из Викиданные. Количество загруженных сущностей: 500/500. |
| 86 | Ширяевка                  | деревня         | Получено слишком много сущностей из Викиданные. Количество загруженных сущностей: 500/500. |
| 87 | Ярославка                 | село            | Получено слишком много сущностей из Викиданные. Количество загруженных сущностей: 500/500. |

### Сампурский
| №  | Населённый пункт      | Тип     | Население                                                                                  |
| -- | --------------------- | ------- | ------------------------------------------------------------------------------------------ |
| 1  | Александровка         | деревня | Получено слишком много сущностей из Викиданные. Количество загруженных сущностей: 500/500. |
| 2  | Александровские Верхи | деревня | Получено слишком много сущностей из Викиданные. Количество загруженных сущностей: 500/500. |
| 3  | Александро-Павловка   | деревня | Получено слишком много сущностей из Викиданные. Количество загруженных сущностей: 500/500. |
| 4  | Андреевка             | деревня | Получено слишком много сущностей из Викиданные. Количество загруженных сущностей: 500/500. |
| 5  | Анновка               | деревня | Получено слишком много сущностей из Викиданные. Количество загруженных сущностей: 500/500. |
| 6  | Бахарево              | село    | Получено слишком много сущностей из Викиданные. Количество загруженных сущностей: 500/500. |
| 7  | Беляевка              | село    | Получено слишком много сущностей из Викиданные. Количество загруженных сущностей: 500/500. |
| 8  | Берёзовка             | деревня | Получено слишком много сущностей из Викиданные. Количество загруженных сущностей: 500/500. |
| 9  | Верхоценье            | село    | Получено слишком много сущностей из Викиданные. Количество загруженных сущностей: 500/500. |
| 10 | Гавриловка            | деревня | Получено слишком много сущностей из Викиданные. Количество загруженных сущностей: 500/500. |
| 11 | Гавриловка            | село    | Получено слишком много сущностей из Викиданные. Количество загруженных сущностей: 500/500. |
| 12 | Дмитриевка            | деревня | Получено слишком много сущностей из Викиданные. Количество загруженных сущностей: 500/500. |
| 13 | Золотухинский         | посёлок | Получено слишком много сущностей из Викиданные. Количество загруженных сущностей: 500/500. |
| 14 | Ивановка              | село    | Получено слишком много сущностей из Викиданные. Количество загруженных сущностей: 500/500. |
| 15 | Кензарь-Бабино        | деревня | Получено слишком много сущностей из Викиданные. Количество загруженных сущностей: 500/500. |
| 16 | Марьевка              | деревня | Получено слишком много сущностей из Викиданные. Количество загруженных сущностей: 500/500. |
| 17 | Марьевка              | деревня | Получено слишком много сущностей из Викиданные. Количество загруженных сущностей: 500/500. |
| 18 | Медное                | село    | Получено слишком много сущностей из Викиданные. Количество загруженных сущностей: 500/500. |
| 19 | Никольский            | посёлок | Получено слишком много сущностей из Викиданные. Количество загруженных сущностей: 500/500. |
| 20 | Осино-Лазовка         | село    | Получено слишком много сущностей из Викиданные. Количество загруженных сущностей: 500/500. |
| 21 | Павловка              | деревня | Получено слишком много сущностей из Викиданные. Количество загруженных сущностей: 500/500. |
| 22 | Пановы Кусты          | село    | Получено слишком много сущностей из Викиданные. Количество загруженных сущностей: 500/500. |
| 23 | Первомайское          | село    | Получено слишком много сущностей из Викиданные. Количество загруженных сущностей: 500/500. |
| 24 | Перикса               | село    | Получено слишком много сущностей из Викиданные. Количество загруженных сущностей: 500/500. |
| 25 | Петровка              | село    | Получено слишком много сущностей из Викиданные. Количество загруженных сущностей: 500/500. |
| 26 | Понзари               | село    | Получено слишком много сущностей из Викиданные. Количество загруженных сущностей: 500/500. |
| 27 | Понзари               | село    | Получено слишком много сущностей из Викиданные. Количество загруженных сущностей: 500/500. |
| 28 | Прудовка              | деревня | Получено слишком много сущностей из Викиданные. Количество загруженных сущностей: 500/500. |
| 29 | Садовая               | деревня | Получено слишком много сущностей из Викиданные. Количество загруженных сущностей: 500/500. |
| 30 | Сампур                | село    | Получено слишком много сущностей из Викиданные. Количество загруженных сущностей: 500/500. |
| 31 | Сатинка               | посёлок | Получено слишком много сущностей из Викиданные. Количество загруженных сущностей: 500/500. |
| 32 | Сергеевка             | посёлок | Получено слишком много сущностей из Викиданные. Количество загруженных сущностей: 500/500. |
| 33 | Серединовка           | село    | Получено слишком много сущностей из Викиданные. Количество загруженных сущностей: 500/500. |
| 34 | совхоза «Россия»      | посёлок | Получено слишком много сущностей из Викиданные. Количество загруженных сущностей: 500/500. |
| 35 | Солонцовка            | деревня | Получено слишком много сущностей из Викиданные. Количество загруженных сущностей: 500/500. |
| 36 | Текино                | село    | Получено слишком много сущностей из Викиданные. Количество загруженных сущностей: 500/500. |
| 37 | Учхоз «Громок»        | посёлок | Получено слишком много сущностей из Викиданные. Количество загруженных сущностей: 500/500. |

### Сосновский
| №  | Населённый пункт        | Тип             | Население                                                                                  |
| -- | ----------------------- | --------------- | ------------------------------------------------------------------------------------------ |
| 1  | Александровка           | деревня         | Получено слишком много сущностей из Викиданные. Количество загруженных сущностей: 500/500. |
| 2  | Александровка           | село            | Получено слишком много сущностей из Викиданные. Количество загруженных сущностей: 500/500. |
| 3  | Андреевка               | село            | Получено слишком много сущностей из Викиданные. Количество загруженных сущностей: 500/500. |
| 4  | Атманов Угол            | село            | Получено слишком много сущностей из Викиданные. Количество загруженных сущностей: 500/500. |
| 5  | Балабаевка              | деревня         | Получено слишком много сущностей из Викиданные. Количество загруженных сущностей: 500/500. |
| 6  | Берёзовка               | село            | Получено слишком много сущностей из Викиданные. Количество загруженных сущностей: 500/500. |
| 7  | Верхняя Ярославка       | село            | Получено слишком много сущностей из Викиданные. Количество загруженных сущностей: 500/500. |
| 8  | Виникляй                | посёлок         | Получено слишком много сущностей из Викиданные. Количество загруженных сущностей: 500/500. |
| 9  | Вирятино                | село            | Получено слишком много сущностей из Викиданные. Количество загруженных сущностей: 500/500. |
| 10 | Вишневка                | посёлок         | #Н/Д                                                                                       |
| 11 | Вторые Левые Ламки      | село            | Получено слишком много сущностей из Викиданные. Количество загруженных сущностей: 500/500. |
| 12 | Гавриловка              | деревня         | Получено слишком много сущностей из Викиданные. Количество загруженных сущностей: 500/500. |
| 13 | Дегтянка                | село            | Получено слишком много сущностей из Викиданные. Количество загруженных сущностей: 500/500. |
| 14 | Дельная Дубрава         | село            | Получено слишком много сущностей из Викиданные. Количество загруженных сущностей: 500/500. |
| 15 | Дмитриевка              | село            | Получено слишком много сущностей из Викиданные. Количество загруженных сущностей: 500/500. |
| 16 | Домнино                 | село            | Получено слишком много сущностей из Викиданные. Количество загруженных сущностей: 500/500. |
| 17 | Заречье                 | деревня         | Получено слишком много сущностей из Викиданные. Количество загруженных сущностей: 500/500. |
| 18 | Зелёное                 | село            | Получено слишком много сущностей из Викиданные. Количество загруженных сущностей: 500/500. |
| 19 | Ильино                  | посёлок         | Получено слишком много сущностей из Викиданные. Количество загруженных сущностей: 500/500. |
| 20 | Ильиновка               | деревня         | Получено слишком много сущностей из Викиданные. Количество загруженных сущностей: 500/500. |
| 21 | Каменный Брод           | село            | Получено слишком много сущностей из Викиданные. Количество загруженных сущностей: 500/500. |
| 22 | Камыши                  | посёлок         | Получено слишком много сущностей из Викиданные. Количество загруженных сущностей: 500/500. |
| 23 | Карели                  | посёлок         | Получено слишком много сущностей из Викиданные. Количество загруженных сущностей: 500/500. |
| 24 | Космачёвка              | село            | Получено слишком много сущностей из Викиданные. Количество загруженных сущностей: 500/500. |
| 25 | Красный Хутор           | посёлок         | Получено слишком много сущностей из Викиданные. Количество загруженных сущностей: 500/500. |
| 26 | Кулеватово              | село            | Получено слишком много сущностей из Викиданные. Количество загруженных сущностей: 500/500. |
| 27 | Левые Ламки 1-е         | село            | Получено слишком много сущностей из Викиданные. Количество загруженных сущностей: 500/500. |
| 28 | Лизуновка               | деревня         | Получено слишком много сущностей из Викиданные. Количество загруженных сущностей: 500/500. |
| 29 | Малиновка               | посёлок         | Получено слишком много сущностей из Викиданные. Количество загруженных сущностей: 500/500. |
| 30 | Мамонтово               | село            | Получено слишком много сущностей из Викиданные. Количество загруженных сущностей: 500/500. |
| 31 | Мариновка               | деревня         | Получено слишком много сущностей из Викиданные. Количество загруженных сущностей: 500/500. |
| 32 | Нижняя Ярославка        | село            | Получено слишком много сущностей из Викиданные. Количество загруженных сущностей: 500/500. |
| 33 | Новая Дегтянка          | село            | Получено слишком много сущностей из Викиданные. Количество загруженных сущностей: 500/500. |
| 34 | Новая Павловка          | посёлок         | Получено слишком много сущностей из Викиданные. Количество загруженных сущностей: 500/500. |
| 35 | Новая Поповка           | посёлок         | Получено слишком много сущностей из Викиданные. Количество загруженных сущностей: 500/500. |
| 36 | Новая Слобода           | село            | Получено слишком много сущностей из Викиданные. Количество загруженных сущностей: 500/500. |
| 37 | Нововасильевка          | посёлок         | Получено слишком много сущностей из Викиданные. Количество загруженных сущностей: 500/500. |
| 38 | Новое Грязное           | село            | Получено слишком много сущностей из Викиданные. Количество загруженных сущностей: 500/500. |
| 39 | Новоникольская          | деревня         | Получено слишком много сущностей из Викиданные. Количество загруженных сущностей: 500/500. |
| 40 | Новопокровка            | посёлок         | Получено слишком много сущностей из Викиданные. Количество загруженных сущностей: 500/500. |
| 41 | Новоситовка             | посёлок         | Получено слишком много сущностей из Викиданные. Количество загруженных сущностей: 500/500. |
| 42 | Новочеркасовка          | деревня         | Получено слишком много сущностей из Викиданные. Количество загруженных сущностей: 500/500. |
| 43 | Новоямское              | село            | Получено слишком много сущностей из Викиданные. Количество загруженных сущностей: 500/500. |
| 44 | Октябрьское             | село            | Получено слишком много сущностей из Викиданные. Количество загруженных сущностей: 500/500. |
| 45 | Ольхи                   | село            | Получено слишком много сущностей из Викиданные. Количество загруженных сущностей: 500/500. |
| 46 | Отрезы                  | деревня         | Получено слишком много сущностей из Викиданные. Количество загруженных сущностей: 500/500. |
| 47 | Отъяссы                 | село            | Получено слишком много сущностей из Викиданные. Количество загруженных сущностей: 500/500. |
| 48 | Перкино                 | село            | Получено слишком много сущностей из Викиданные. Количество загруженных сущностей: 500/500. |
| 49 | Перкинский лесокомбинат | посёлок         | Получено слишком много сущностей из Викиданные. Количество загруженных сущностей: 500/500. |
| 50 | Пески                   | посёлок         | Получено слишком много сущностей из Викиданные. Количество загруженных сущностей: 500/500. |
| 51 | Подлесное               | село            | Получено слишком много сущностей из Викиданные. Количество загруженных сущностей: 500/500. |
| 52 | Покровка                | посёлок         | Получено слишком много сущностей из Викиданные. Количество загруженных сущностей: 500/500. |
| 53 | Покрово-Васильевка      | село            | Получено слишком много сущностей из Викиданные. Количество загруженных сущностей: 500/500. |
| 54 | Польной Воронеж         | посёлок         | Получено слишком много сущностей из Викиданные. Количество загруженных сущностей: 500/500. |
| 55 | Польной Воронеж 1-й     | посёлок         | Получено слишком много сущностей из Викиданные. Количество загруженных сущностей: 500/500. |
| 56 | Польной Воронеж 2-й     | посёлок         | Получено слишком много сущностей из Викиданные. Количество загруженных сущностей: 500/500. |
| 57 | Поповка                 | посёлок         | Получено слишком много сущностей из Викиданные. Количество загруженных сущностей: 500/500. |
| 58 | Правые Ламки            | село            | Получено слишком много сущностей из Викиданные. Количество загруженных сущностей: 500/500. |
| 59 | Рабочий                 | посёлок         | Получено слишком много сущностей из Викиданные. Количество загруженных сущностей: 500/500. |
| 60 | Русский                 | посёлок         | Получено слишком много сущностей из Викиданные. Количество загруженных сущностей: 500/500. |
| 61 | Русское                 | село            | Получено слишком много сущностей из Викиданные. Количество загруженных сущностей: 500/500. |
| 62 | Савинские Карпели       | село            | Получено слишком много сущностей из Викиданные. Количество загруженных сущностей: 500/500. |
| 63 | Семикино                | деревня         | Получено слишком много сущностей из Викиданные. Количество загруженных сущностей: 500/500. |
| 64 | Семикинский лесоучасток | посёлок         | Получено слишком много сущностей из Викиданные. Количество загруженных сущностей: 500/500. |
| 65 | Семикинское лесничество | посёлок         | Получено слишком много сущностей из Викиданные. Количество загруженных сущностей: 500/500. |
| 66 | Ситовка                 | деревня         | Получено слишком много сущностей из Викиданные. Количество загруженных сущностей: 500/500. |
| 67 | Советское               | село            | Получено слишком много сущностей из Викиданные. Количество загруженных сущностей: 500/500. |
| 68 | Сосновка                | рабочий посёлок | Получено слишком много сущностей из Викиданные. Количество загруженных сущностей: 500/500. |
| 69 | Старое Грязное          | село            | Получено слишком много сущностей из Викиданные. Количество загруженных сущностей: 500/500. |
| 70 | Стёжинское лесничество  | посёлок         | Получено слишком много сущностей из Викиданные. Количество загруженных сущностей: 500/500. |
| 71 | Стёжки                  | село            | Получено слишком много сущностей из Викиданные. Количество загруженных сущностей: 500/500. |
| 72 | Стрелки                 | деревня         | Получено слишком много сущностей из Викиданные. Количество загруженных сущностей: 500/500. |
| 73 | Титовка                 | село            | Получено слишком много сущностей из Викиданные. Количество загруженных сущностей: 500/500. |
| 74 | Топкая                  | деревня         | Получено слишком много сущностей из Викиданные. Количество загруженных сущностей: 500/500. |
| 75 | Третьи Левые Ламки      | село            | Получено слишком много сущностей из Викиданные. Количество загруженных сущностей: 500/500. |
| 76 | Троицкая Вихляйка       | село            | Получено слишком много сущностей из Викиданные. Количество загруженных сущностей: 500/500. |
| 77 | Троицкие Росляи         | село            | Получено слишком много сущностей из Викиданные. Количество загруженных сущностей: 500/500. |
| 78 | Ушаковка                | посёлок         | Получено слишком много сущностей из Викиданные. Количество загруженных сущностей: 500/500. |
| 79 | Фёдоровка               | село            | Получено слишком много сущностей из Викиданные. Количество загруженных сущностей: 500/500. |
| 80 | Хлебниково              | село            | Получено слишком много сущностей из Викиданные. Количество загруженных сущностей: 500/500. |
| 81 | Христофоровка           | село            | Получено слишком много сущностей из Викиданные. Количество загруженных сущностей: 500/500. |
| 82 | Чекмари                 | село            | Получено слишком много сущностей из Викиданные. Количество загруженных сущностей: 500/500. |
| 83 | Челнаво-Дмитриевское    | село            | Получено слишком много сущностей из Викиданные. Количество загруженных сущностей: 500/500. |
| 84 | Челнаво-Покровское      | село            | Получено слишком много сущностей из Викиданные. Количество загруженных сущностей: 500/500. |
| 85 | Челнаво-Рождественское  | село            | Получено слишком много сущностей из Викиданные. Количество загруженных сущностей: 500/500. |

### Староюрьевский
| №  | Населённый пункт    | Тип     | Население                                                                                  |
| -- | ------------------- | ------- | ------------------------------------------------------------------------------------------ |
| 1  | Александровка       | деревня | Получено слишком много сущностей из Викиданные. Количество загруженных сущностей: 500/500. |
| 2  | Андреевка           | деревня | Получено слишком много сущностей из Викиданные. Количество загруженных сущностей: 500/500. |
| 3  | Боголюбово          | село    | Получено слишком много сущностей из Викиданные. Количество загруженных сущностей: 500/500. |
| 4  | Большая Дорога      | село    | Получено слишком много сущностей из Викиданные. Количество загруженных сущностей: 500/500. |
| 5  | Варваринка          | деревня | Получено слишком много сущностей из Викиданные. Количество загруженных сущностей: 500/500. |
| 6  | Васильевка          | деревня | Получено слишком много сущностей из Викиданные. Количество загруженных сущностей: 500/500. |
| 7  | Вещин               | хутор   | Получено слишком много сущностей из Викиданные. Количество загруженных сущностей: 500/500. |
| 8  | Вишневое            | село    | Получено слишком много сущностей из Викиданные. Количество загруженных сущностей: 500/500. |
| 9  | Елань               | посёлок | Получено слишком много сущностей из Викиданные. Количество загруженных сущностей: 500/500. |
| 10 | Елизаветино         | деревня | Получено слишком много сущностей из Викиданные. Количество загруженных сущностей: 500/500. |
| 11 | Заворонежское       | село    | Получено слишком много сущностей из Викиданные. Количество загруженных сущностей: 500/500. |
| 12 | Златоустово         | село    | Получено слишком много сущностей из Викиданные. Количество загруженных сущностей: 500/500. |
| 13 | Ивано-Вердереевка   | деревня | Получено слишком много сущностей из Викиданные. Количество загруженных сущностей: 500/500. |
| 14 | Ивановка            | деревня | Получено слишком много сущностей из Викиданные. Количество загруженных сущностей: 500/500. |
| 15 | Казанское           | село    | Получено слишком много сущностей из Викиданные. Количество загруженных сущностей: 500/500. |
| 16 | Каплино             | деревня | Получено слишком много сущностей из Викиданные. Количество загруженных сущностей: 500/500. |
| 17 | Киселёвка           | деревня | Получено слишком много сущностей из Викиданные. Количество загруженных сущностей: 500/500. |
| 18 | Крутовское          | село    | Получено слишком много сущностей из Викиданные. Количество загруженных сущностей: 500/500. |
| 19 | Ларгино             | деревня | Получено слишком много сущностей из Викиданные. Количество загруженных сущностей: 500/500. |
| 20 | Любовь              | деревня | Получено слишком много сущностей из Викиданные. Количество загруженных сущностей: 500/500. |
| 21 | Марьинка            | деревня | Получено слишком много сущностей из Викиданные. Количество загруженных сущностей: 500/500. |
| 22 | Мезинец             | село    | Получено слишком много сущностей из Викиданные. Количество загруженных сущностей: 500/500. |
| 23 | Надеждина           | деревня | Получено слишком много сущностей из Викиданные. Количество загруженных сущностей: 500/500. |
| 24 | Новиково            | село    | Получено слишком много сущностей из Викиданные. Количество загруженных сущностей: 500/500. |
| 25 | Новоникольское      | село    | Получено слишком много сущностей из Викиданные. Количество загруженных сущностей: 500/500. |
| 26 | Новоюрьево          | село    | Получено слишком много сущностей из Викиданные. Количество загруженных сущностей: 500/500. |
| 27 | Пашино              | деревня | Получено слишком много сущностей из Викиданные. Количество загруженных сущностей: 500/500. |
| 28 | Подгорное           | село    | Получено слишком много сущностей из Викиданные. Количество загруженных сущностей: 500/500. |
| 29 | Поповка             | село    | Получено слишком много сущностей из Викиданные. Количество загруженных сущностей: 500/500. |
| 30 | Преображеновка      | деревня | Получено слишком много сущностей из Викиданные. Количество загруженных сущностей: 500/500. |
| 31 | Развалы             | деревня | Получено слишком много сущностей из Викиданные. Количество загруженных сущностей: 500/500. |
| 32 | Рассвет             | посёлок | Получено слишком много сущностей из Викиданные. Количество загруженных сущностей: 500/500. |
| 33 | Рахманино           | деревня | Получено слишком много сущностей из Викиданные. Количество загруженных сущностей: 500/500. |
| 34 | Редькино            | деревня | Получено слишком много сущностей из Викиданные. Количество загруженных сущностей: 500/500. |
| 35 | Рогожкино           | деревня | Получено слишком много сущностей из Викиданные. Количество загруженных сущностей: 500/500. |
| 36 | Рыбхоз «Шушпанский» | посёлок | Получено слишком много сущностей из Викиданные. Количество загруженных сущностей: 500/500. |
| 37 | Савёлово            | деревня | Получено слишком много сущностей из Викиданные. Количество загруженных сущностей: 500/500. |
| 38 | Сазоновка           | деревня | Получено слишком много сущностей из Викиданные. Количество загруженных сущностей: 500/500. |
| 39 | Скобелевка          | деревня | Получено слишком много сущностей из Викиданные. Количество загруженных сущностей: 500/500. |
| 40 | Спасское            | село    | Получено слишком много сущностей из Викиданные. Количество загруженных сущностей: 500/500. |
| 41 | Староалександровка  | село    | Получено слишком много сущностей из Викиданные. Количество загруженных сущностей: 500/500. |
| 42 | Староюрьево         | село    | Получено слишком много сущностей из Викиданные. Количество загруженных сущностей: 500/500. |
| 43 | Степь               | посёлок | Получено слишком много сущностей из Викиданные. Количество загруженных сущностей: 500/500. |
| 44 | Троицко-Ивановское  | село    | Получено слишком много сущностей из Викиданные. Количество загруженных сущностей: 500/500. |
| 45 | Чемерика            | посёлок | Получено слишком много сущностей из Викиданные. Количество загруженных сущностей: 500/500. |
| 46 | Чугуновка           | деревня | Получено слишком много сущностей из Викиданные. Количество загруженных сущностей: 500/500. |
| 47 | Шемановка           | деревня | Получено слишком много сущностей из Викиданные. Количество загруженных сущностей: 500/500. |
| 48 | Шушпан-Ольшанка     | село    | Получено слишком много сущностей из Викиданные. Количество загруженных сущностей: 500/500. |
| 49 | Юркино              | посёлок | Получено слишком много сущностей из Викиданные. Количество загруженных сущностей: 500/500. |

### Тамбовский
| №   | Населённый пункт              | Тип             | Население                                                                                  |
| --- | ----------------------------- | --------------- | ------------------------------------------------------------------------------------------ |
| 1   | Абаносимовка                  | деревня         | Получено слишком много сущностей из Викиданные. Количество загруженных сущностей: 500/500. |
| 2   | Авдеевка                      | село            | Получено слишком много сущностей из Викиданные. Количество загруженных сущностей: 500/500. |
| 3   | Александровка                 | деревня         | Получено слишком много сущностей из Викиданные. Количество загруженных сущностей: 500/500. |
| 4   | Андреевка                     | деревня         | Получено слишком много сущностей из Викиданные. Количество загруженных сущностей: 500/500. |
| 5   | Андреевка                     | деревня         | Получено слишком много сущностей из Викиданные. Количество загруженных сущностей: 500/500. |
| 6   | Белевитино                    | деревня         | Получено слишком много сущностей из Викиданные. Количество загруженных сущностей: 500/500. |
| 7   | Беломестная Двойня            | село            | Получено слишком много сущностей из Викиданные. Количество загруженных сущностей: 500/500. |
| 8   | Беломестная Криуша            | село            | Получено слишком много сущностей из Викиданные. Количество загруженных сущностей: 500/500. |
| 9   | Берёзка                       | посёлок         | Получено слишком много сущностей из Викиданные. Количество загруженных сущностей: 500/500. |
| 10  | Богословка                    | село            | Получено слишком много сущностей из Викиданные. Количество загруженных сущностей: 500/500. |
| 11  | Большая Липовица              | село            | Получено слишком много сущностей из Викиданные. Количество загруженных сущностей: 500/500. |
| 12  | Большая Матыра                | село            | Получено слишком много сущностей из Викиданные. Количество загруженных сущностей: 500/500. |
| 13  | Большая Талинка               | село            | Получено слишком много сущностей из Викиданные. Количество загруженных сущностей: 500/500. |
| 14  | Борщёвка                      | село            | Получено слишком много сущностей из Викиданные. Количество загруженных сущностей: 500/500. |
| 15  | Верхняя Мазовка               | деревня         | Получено слишком много сущностей из Викиданные. Количество загруженных сущностей: 500/500. |
| 16  | Вишнёвка                      | посёлок         | Получено слишком много сущностей из Викиданные. Количество загруженных сущностей: 500/500. |
| 17  | Военсовхоз «Новая Ляда»       | посёлок         | Получено слишком много сущностей из Викиданные. Количество загруженных сущностей: 500/500. |
| 18  | Георгиевский                  | посёлок         | Получено слишком много сущностей из Викиданные. Количество загруженных сущностей: 500/500. |
| 19  | Герасимовка                   | деревня         | Получено слишком много сущностей из Викиданные. Количество загруженных сущностей: 500/500. |
| 20  | Гидроузел                     | посёлок         | Получено слишком много сущностей из Викиданные. Количество загруженных сущностей: 500/500. |
| 21  | Гидроузел                     | посёлок         | Получено слишком много сущностей из Викиданные. Количество загруженных сущностей: 500/500. |
| 22  | Глинкины                      | деревня         | Получено слишком много сущностей из Викиданные. Количество загруженных сущностей: 500/500. |
| 23  | Голдымское лесничество        | посёлок         | Получено слишком много сущностей из Викиданные. Количество загруженных сущностей: 500/500. |
| 24  | Голдымское торфопредприятие   | посёлок         | Получено слишком много сущностей из Викиданные. Количество загруженных сущностей: 500/500. |
| 25  | Горелое                       | село            | Получено слишком много сущностей из Викиданные. Количество загруженных сущностей: 500/500. |
| 26  | Горельский лесхоз             | посёлок         | Получено слишком много сущностей из Викиданные. Количество загруженных сущностей: 500/500. |
| 27  | Госпитомник                   | посёлок         | Получено слишком много сущностей из Викиданные. Количество загруженных сущностей: 500/500. |
| 28  | Григорьевский                 | посёлок         | Получено слишком много сущностей из Викиданные. Количество загруженных сущностей: 500/500. |
| 29  | Гусева Поляна                 | посёлок         | Получено слишком много сущностей из Викиданные. Количество загруженных сущностей: 500/500. |
| 30  | Дмитриевка                    | деревня         | Получено слишком много сущностей из Викиданные. Количество загруженных сущностей: 500/500. |
| 31  | Дмитровка                     | деревня         | Получено слишком много сущностей из Викиданные. Количество загруженных сущностей: 500/500. |
| 32  | Доброволец                    | посёлок         | Получено слишком много сущностей из Викиданные. Количество загруженных сущностей: 500/500. |
| 33  | Доможировка                   | деревня         | Получено слишком много сущностей из Викиданные. Количество загруженных сущностей: 500/500. |
| 34  | Донское                       | село            | Получено слишком много сущностей из Викиданные. Количество загруженных сущностей: 500/500. |
| 35  | Дружба                        | посёлок         | Получено слишком много сущностей из Викиданные. Количество загруженных сущностей: 500/500. |
| 36  | Дубровка                      | село            | Получено слишком много сущностей из Викиданные. Количество загруженных сущностей: 500/500. |
| 37  | Елагино                       | посёлок         | Получено слишком много сущностей из Викиданные. Количество загруженных сущностей: 500/500. |
| 38  | Елагино                       | деревня         | Получено слишком много сущностей из Викиданные. Количество загруженных сущностей: 500/500. |
| 39  | Заречье                       | посёлок         | Получено слишком много сущностей из Викиданные. Количество загруженных сущностей: 500/500. |
| 40  | Заря                          | посёлок         | Получено слишком много сущностей из Викиданные. Количество загруженных сущностей: 500/500. |
| 41  | Иванково                      | село            | Получено слишком много сущностей из Викиданные. Количество загруженных сущностей: 500/500. |
| 42  | Иноземная Духовка             | село            | Получено слишком много сущностей из Викиданные. Количество загруженных сущностей: 500/500. |
| 43  | Каверин                       | деревня         | Получено слишком много сущностей из Викиданные. Количество загруженных сущностей: 500/500. |
| 44  | Калинин                       | посёлок         | Получено слишком много сущностей из Викиданные. Количество загруженных сущностей: 500/500. |
| 45  | Кандауровка                   | деревня         | Получено слишком много сущностей из Викиданные. Количество загруженных сущностей: 500/500. |
| 46  | Кандауровский Дом инвалидов   | посёлок         | Получено слишком много сущностей из Викиданные. Количество загруженных сущностей: 500/500. |
| 47  | Клетки                        | посёлок         | Получено слишком много сущностей из Викиданные. Количество загруженных сущностей: 500/500. |
| 48  | Климиновка                    | деревня         | Получено слишком много сущностей из Викиданные. Количество загруженных сущностей: 500/500. |
| 49  | Козловка                      | деревня         | Получено слишком много сущностей из Викиданные. Количество загруженных сущностей: 500/500. |
| 50  | Козьмодемьяновка              | село            | Получено слишком много сущностей из Викиданные. Количество загруженных сущностей: 500/500. |
| 51  | Козьмодемьяновка              | село            | Получено слишком много сущностей из Викиданные. Количество загруженных сущностей: 500/500. |
| 52  | Колобово                      | деревня         | Получено слишком много сущностей из Викиданные. Количество загруженных сущностей: 500/500. |
| 53  | Коломлино                     | деревня         | Получено слишком много сущностей из Викиданные. Количество загруженных сущностей: 500/500. |
| 54  | Корцево                       | деревня         | Получено слишком много сущностей из Викиданные. Количество загруженных сущностей: 500/500. |
| 55  | Красная Криуша                | село            | Получено слишком много сущностей из Викиданные. Количество загруженных сущностей: 500/500. |
| 56  | Красненькая                   | деревня         | Получено слишком много сущностей из Викиданные. Количество загруженных сущностей: 500/500. |
| 57  | Краснополье                   | село            | Получено слишком много сущностей из Викиданные. Количество загруженных сущностей: 500/500. |
| 58  | Красносвободное               | село            | Получено слишком много сущностей из Викиданные. Количество загруженных сущностей: 500/500. |
| 59  | Красноселье                   | село            | Получено слишком много сущностей из Викиданные. Количество загруженных сущностей: 500/500. |
| 60  | Криуша                        | деревня         | Получено слишком много сущностей из Викиданные. Количество загруженных сущностей: 500/500. |
| 61  | Крутые Выселки                | деревня         | Получено слишком много сущностей из Викиданные. Количество загруженных сущностей: 500/500. |
| 62  | Кугушево                      | деревня         | Получено слишком много сущностей из Викиданные. Количество загруженных сущностей: 500/500. |
| 63  | Кузьмино-Гать                 | село            | Получено слишком много сущностей из Викиданные. Количество загруженных сущностей: 500/500. |
| 64  | Куксово                       | село            | Получено слишком много сущностей из Викиданные. Количество загруженных сущностей: 500/500. |
| 65  | Куньи-Липяги                  | деревня         | Получено слишком много сущностей из Викиданные. Количество загруженных сущностей: 500/500. |
| 66  | Лесной                        | посёлок         | Получено слишком много сущностей из Викиданные. Количество загруженных сущностей: 500/500. |
| 67  | Лучка                         | посёлок         | Получено слишком много сущностей из Викиданные. Количество загруженных сущностей: 500/500. |
| 68  | Лысые Горы                    | село            | Получено слишком много сущностей из Викиданные. Количество загруженных сущностей: 500/500. |
| 69  | Малиновка                     | село            | Получено слишком много сущностей из Викиданные. Количество загруженных сущностей: 500/500. |
| 70  | Малиновка 1-я                 | деревня         | Получено слишком много сущностей из Викиданные. Количество загруженных сущностей: 500/500. |
| 71  | Малиновка 2-я                 | деревня         | Получено слишком много сущностей из Викиданные. Количество загруженных сущностей: 500/500. |
| 72  | Малые Озёрки                  | деревня         | Получено слишком много сущностей из Викиданные. Количество загруженных сущностей: 500/500. |
| 73  | Марьевка                      | деревня         | Получено слишком много сущностей из Викиданные. Количество загруженных сущностей: 500/500. |
| 74  | Марьевка                      | деревня         | Получено слишком много сущностей из Викиданные. Количество загруженных сущностей: 500/500. |
| 75  | Масловка                      | деревня         | Получено слишком много сущностей из Викиданные. Количество загруженных сущностей: 500/500. |
| 76  | Мирный                        | посёлок         | Получено слишком много сущностей из Викиданные. Количество загруженных сущностей: 500/500. |
| 77  | Незнановка                    | село            | Получено слишком много сущностей из Викиданные. Количество загруженных сущностей: 500/500. |
| 78  | Николаевка                    | деревня         | Получено слишком много сущностей из Викиданные. Количество загруженных сущностей: 500/500. |
| 79  | Николаевка                    | деревня         | Получено слишком много сущностей из Викиданные. Количество загруженных сущностей: 500/500. |
| 80  | Никоноровка                   | деревня         | Получено слишком много сущностей из Викиданные. Количество загруженных сущностей: 500/500. |
| 81  | Новая Жизнь                   | посёлок         | Получено слишком много сущностей из Викиданные. Количество загруженных сущностей: 500/500. |
| 82  | Новая Ляда                    | рабочий посёлок | Получено слишком много сущностей из Викиданные. Количество загруженных сущностей: 500/500. |
| 83  | Новое Юматово                 | посёлок         | Получено слишком много сущностей из Викиданные. Количество загруженных сущностей: 500/500. |
| 84  | Новосельцево                  | село            | Получено слишком много сущностей из Викиданные. Количество загруженных сущностей: 500/500. |
| 85  | Озёрки                        | деревня         | Получено слишком много сущностей из Викиданные. Количество загруженных сущностей: 500/500. |
| 86  | Ольшанка-Луговая              | деревня         | Получено слишком много сущностей из Викиданные. Количество загруженных сущностей: 500/500. |
| 87  | Орехово                       | посёлок         | Получено слишком много сущностей из Викиданные. Количество загруженных сущностей: 500/500. |
| 88  | Орловка                       | деревня         | Получено слишком много сущностей из Викиданные. Количество загруженных сущностей: 500/500. |
| 89  | Отрог                         | деревня         | Получено слишком много сущностей из Викиданные. Количество загруженных сущностей: 500/500. |
| 90  | Передовик                     | посёлок         | Получено слишком много сущностей из Викиданные. Количество загруженных сущностей: 500/500. |
| 91  | Пихтиляй                      | посёлок         | Получено слишком много сущностей из Викиданные. Количество загруженных сущностей: 500/500. |
| 92  | Подсобное хозяйство СПТУ № 10 | посёлок         | Получено слишком много сущностей из Викиданные. Количество загруженных сущностей: 500/500. |
| 93  | Полковое                      | село            | Получено слишком много сущностей из Викиданные. Количество загруженных сущностей: 500/500. |
| 94  | Поповка                       | деревня         | Получено слишком много сущностей из Викиданные. Количество загруженных сущностей: 500/500. |
| 95  | Поповка                       | деревня         | Получено слишком много сущностей из Викиданные. Количество загруженных сущностей: 500/500. |
| 96  | Пригородное лесничество       | посёлок         | Получено слишком много сущностей из Викиданные. Количество загруженных сущностей: 500/500. |
| 97  | Пудовкин                      | посёлок         | Получено слишком много сущностей из Викиданные. Количество загруженных сущностей: 500/500. |
| 98  | Пушкари                       | село            | Получено слишком много сущностей из Викиданные. Количество загруженных сущностей: 500/500. |
| 99  | Рада                          | ж.д. станция    | Получено слишком много сущностей из Викиданные. Количество загруженных сущностей: 500/500. |
| 100 | Роща                          | деревня         | Получено слишком много сущностей из Викиданные. Количество загруженных сущностей: 500/500. |
| 101 | Светчино                      | деревня         | Получено слишком много сущностей из Викиданные. Количество загруженных сущностей: 500/500. |
| 102 | Селезни                       | село            | Получено слишком много сущностей из Викиданные. Количество загруженных сущностей: 500/500. |
| 103 | Серебряки                     | село            | Получено слишком много сущностей из Викиданные. Количество загруженных сущностей: 500/500. |
| 104 | Смеловка                      | деревня         | Получено слишком много сущностей из Викиданные. Количество загруженных сущностей: 500/500. |
| 105 | Смычка                        | посёлок         | Получено слишком много сущностей из Викиданные. Количество загруженных сущностей: 500/500. |
| 106 | совхоза «Комсомолец»          | посёлок         | Получено слишком много сущностей из Викиданные. Количество загруженных сущностей: 500/500. |
| 107 | совхоза «Селезнёвский»        | посёлок         | Получено слишком много сущностей из Викиданные. Количество загруженных сущностей: 500/500. |
| 108 | Солдатская Духовка            | село            | Получено слишком много сущностей из Викиданные. Количество загруженных сущностей: 500/500. |
| 109 | Столовое                      | село            | Получено слишком много сущностей из Викиданные. Количество загруженных сущностей: 500/500. |
| 110 | Стрельцы                      | село            | Получено слишком много сущностей из Викиданные. Количество загруженных сущностей: 500/500. |
| 111 | Сурава                        | село            | Получено слишком много сущностей из Викиданные. Количество загруженных сущностей: 500/500. |
| 112 | Сухая Липовица                | деревня         | Получено слишком много сущностей из Викиданные. Количество загруженных сущностей: 500/500. |
| 113 | Тамбовский Лесхоз             | посёлок         | Получено слишком много сущностей из Викиданные. Количество загруженных сущностей: 500/500. |
| 114 | Тарасово                      | деревня         | Получено слишком много сущностей из Викиданные. Количество загруженных сущностей: 500/500. |
| 115 | Татаново                      | село            | Получено слишком много сущностей из Викиданные. Количество загруженных сущностей: 500/500. |
| 116 | Тихий Угол                    | посёлок         | Получено слишком много сущностей из Викиданные. Количество загруженных сущностей: 500/500. |
| 117 | Толстовка                     | деревня         | Получено слишком много сущностей из Викиданные. Количество загруженных сущностей: 500/500. |
| 118 | Троицкая Дубрава              | село            | Получено слишком много сущностей из Викиданные. Количество загруженных сущностей: 500/500. |
| 119 | Тулиновка                     | село            | Получено слишком много сущностей из Викиданные. Количество загруженных сущностей: 500/500. |
| 120 | Учебное хозяйство «Авангард»  | посёлок         | Получено слишком много сущностей из Викиданные. Количество загруженных сущностей: 500/500. |
| 121 | Фёдоровка                     | деревня         | Получено слишком много сущностей из Викиданные. Количество загруженных сущностей: 500/500. |
| 122 | Хомутляйское лесничество      | посёлок         | Получено слишком много сущностей из Викиданные. Количество загруженных сущностей: 500/500. |
| 123 | Черняевка                     | деревня         | Получено слишком много сущностей из Викиданные. Количество загруженных сущностей: 500/500. |
| 124 | Черняное                      | село            | Получено слишком много сущностей из Викиданные. Количество загруженных сущностей: 500/500. |
| 125 | Шкарино                       | деревня         | Получено слишком много сущностей из Викиданные. Количество загруженных сущностей: 500/500. |
| 126 | Эксталь                       | село            | Получено слишком много сущностей из Викиданные. Количество загруженных сущностей: 500/500. |

### Токарёвский
Время, выделенное для выполнения скриптов, истекло.

### Уваровский
Время, выделенное для выполнения скриптов, истекло.

### Умётский
Время, выделенное для выполнения скриптов, истекло.